# Forme ceramiche greche
La tipologia delle forme ceramiche greche riguarda le diverse forme di vasi presenti nella ceramica greca, le quali subirono una continua evoluzione dall'epoca minoica a quella ellenistica.
Le forme esistenti tra l'inizio del VII e la fine del IV secolo sono relativamente limitate e mantengono per l'intero periodo un aspetto molto simile, con solo piccole varianti. Le medesime forme di contenitori dovettero probabilmente essere realizzate anche in altri materiali (vetro, bronzo, argento ed oro), oltre alla ceramica, ma questa si è maggiormente conservata nel tempo.

## Nomenclatura dei tipi di vaso
La ricerca archeologica ha tentato di attribuire alle forme ceramiche conosciute i nomi provenienti dalle fonti greche. Le fonti antiche tuttavia sono costituite principalmente dall'opera di lessicografi come Ateneo di Naucrati e Giulio Polluce, che descrivono anche vasi a loro sconosciuti, risultando contraddittori e confusi.
Un aiuto è stato offerto da alcune iscrizioni, come quella che etichetta l'idria dipinta sul Vaso François, o quella rinvenuta su una kylix e che riporta il nome dell'oggetto ("Io sono la kylix dipinta dell'amabile Phl(i)itò"), mentre le raffigurazioni dell'uso di alcuni vasi nella stessa pittura vascolare hanno fornito un aiuto all'interpretazione. I nomi delle forme vascolari, tuttavia, sono in gran parte una convenzione utilizzata negli studi archeologici piuttosto che un dato storico accertato.

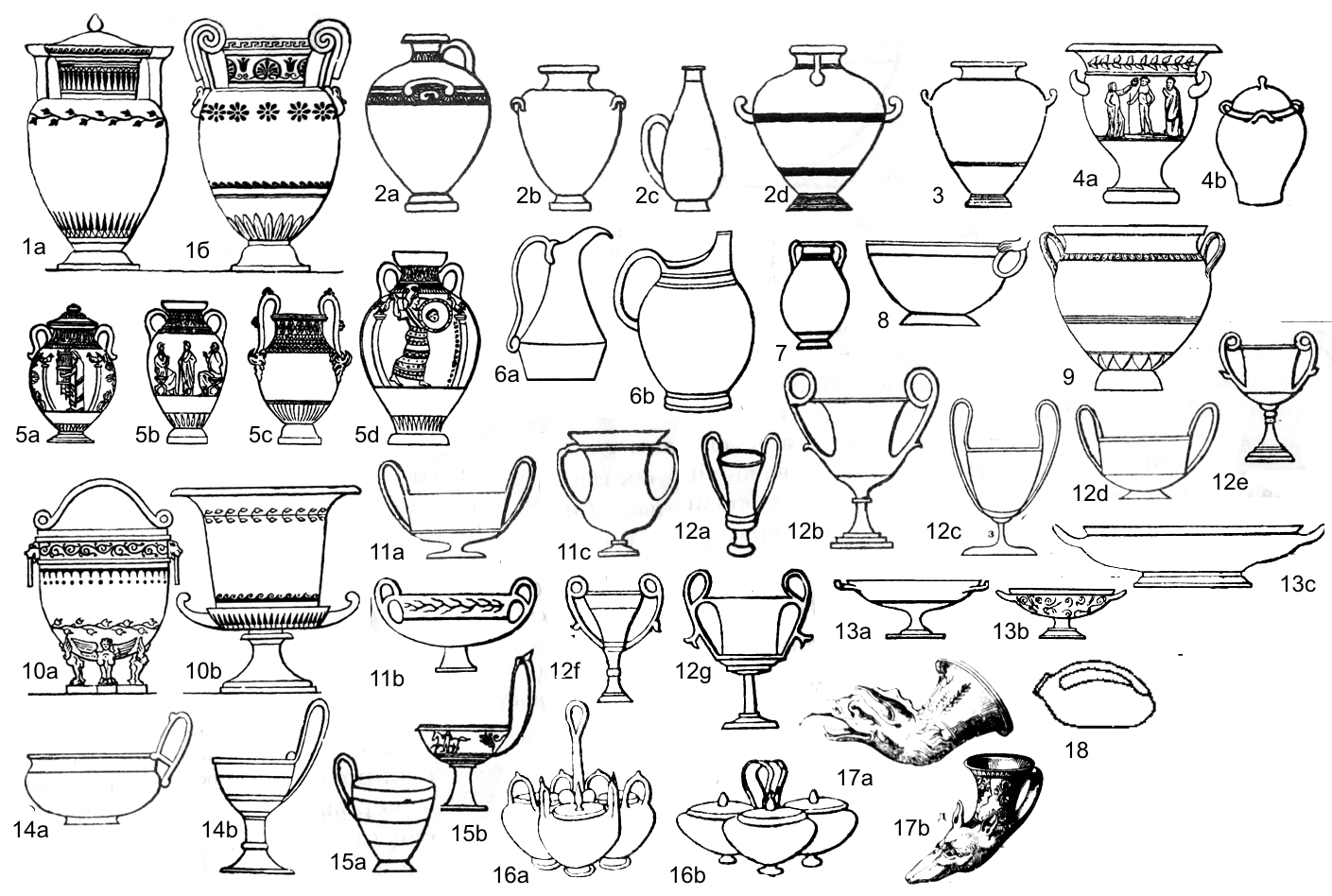
Forme ceramiche greche tratte da Herman Weis, History of culture. Ancient Greece, Mosca 1903: krater a colonnette o a colonne (1a), krater a volute (1b), hydriae (2 a-d), stamnos (3), krater a campana (4a), krossos (4b), anfora panatenaica (5a-d), oinochoe (6a-b), pelike (7), dinos (8), krater (9), krater a cestello (10a), krater a calice (10b), karceison (11a-c), kantharos (12a-g), kylix (13a-c), Kotyle (14a-b), kyathos (15a-b), kilox (16a-b), rhyton (17a-b) e askos (18).

## Nomenclatura delle parti del vaso

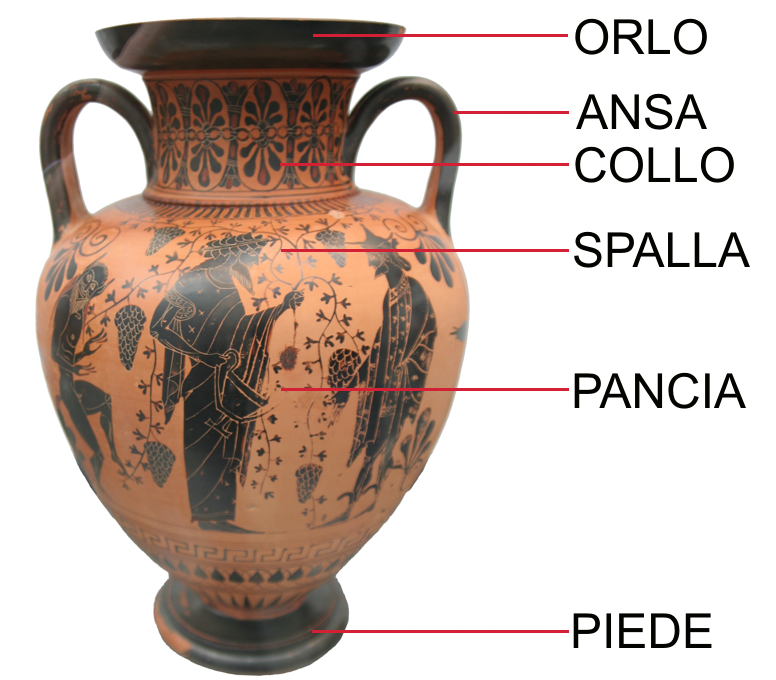
Nomenclatura

Un vaso si compone di diverse parti, che possono assumere diverse forme, caratterizzando i diversi tipi di vaso e le loro varianti. Queste parti hanno un'origine funzionale, ma le forme che possono assumere dipendono anche da motivi estetici e decorativi e dall'epoca in cui sono state create.
Queste parti, non sempre tutte presenti nelle diverse forme ceramiche, sono l'orlo, il collo, le anse, la spalla e la pancia (che insieme formano il corpo) e il piede (che a volte può essere rialzato su uno stelo).

## Forme ceramiche
Le forme ceramiche si dividono in forme chiuse (il diametro dell'apertura è inferiore al diametro massimo del corpo del vaso) o aperte (quando invece corrisponde ad esso).
Possono inoltre essere suddivise a seconda del loro uso (vasi per trasporto e conservazione, tra i quali alcuni con uso prevalentemente rituale, vasi per mescolare, recipienti per versare, coppe e tazze, vasellame da mensa, contenitori per toilette).

### Vasi per trasporto e conservazione

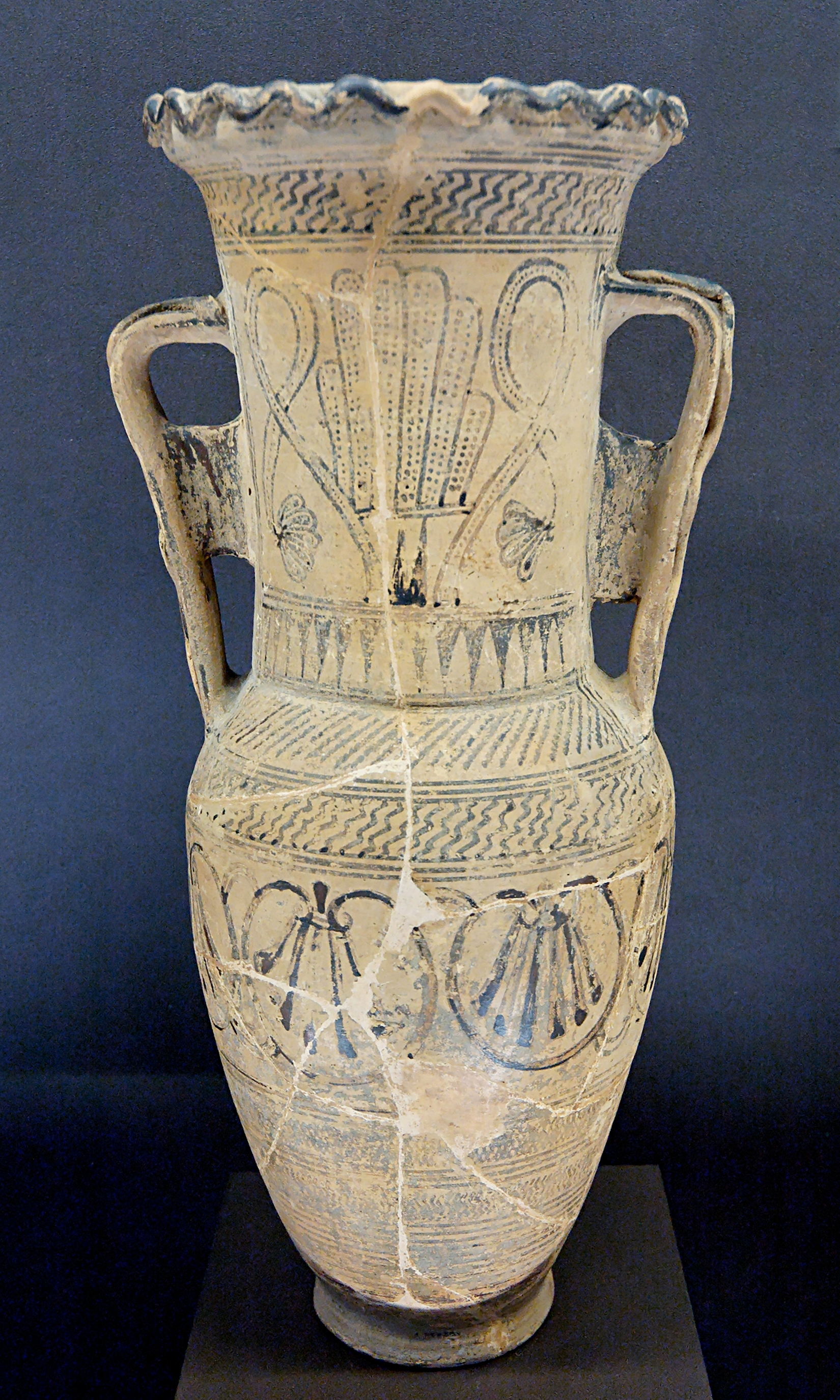
Loutrophoros
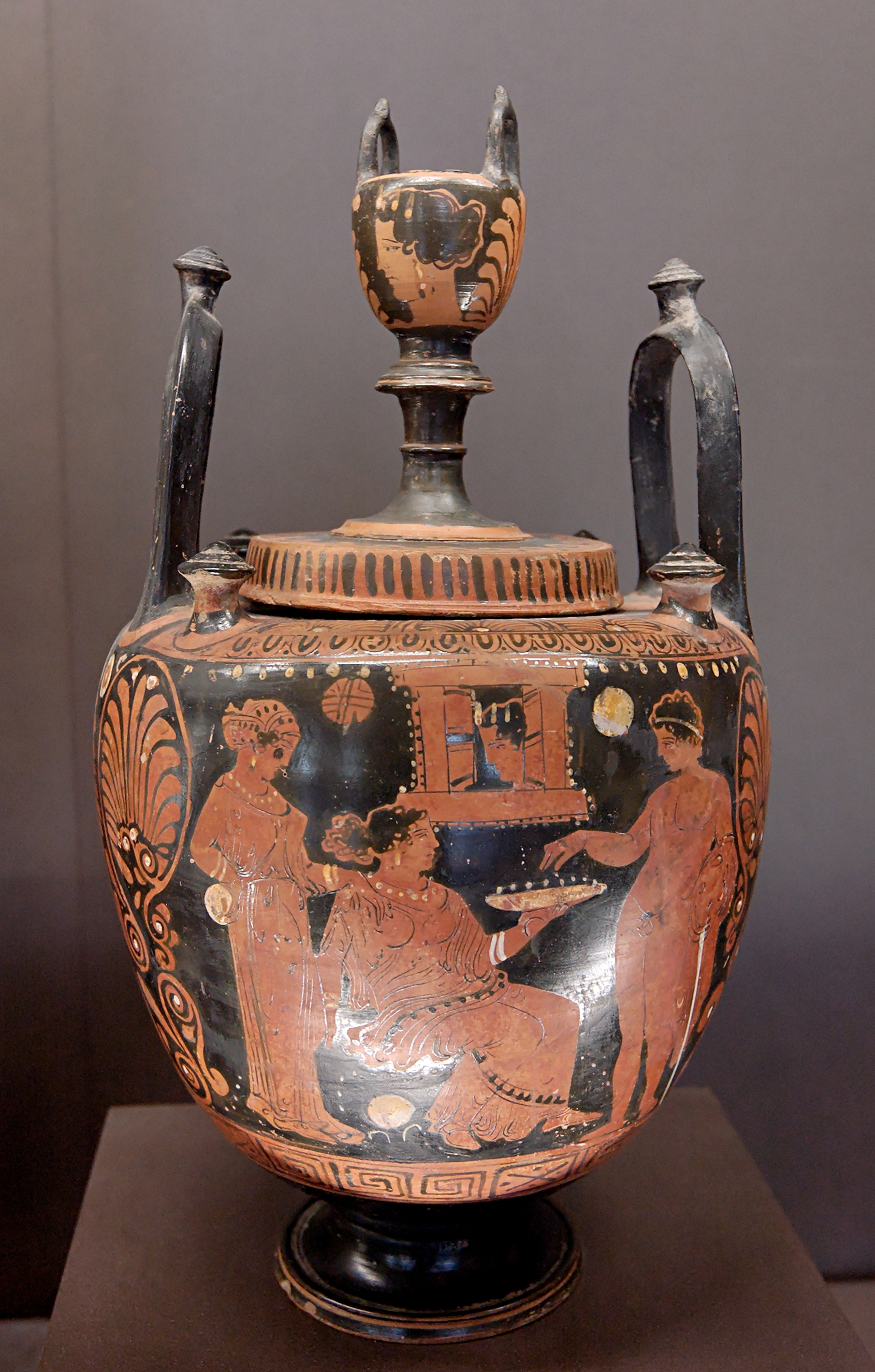
Lebes gamikos

Trasporto e conservazione

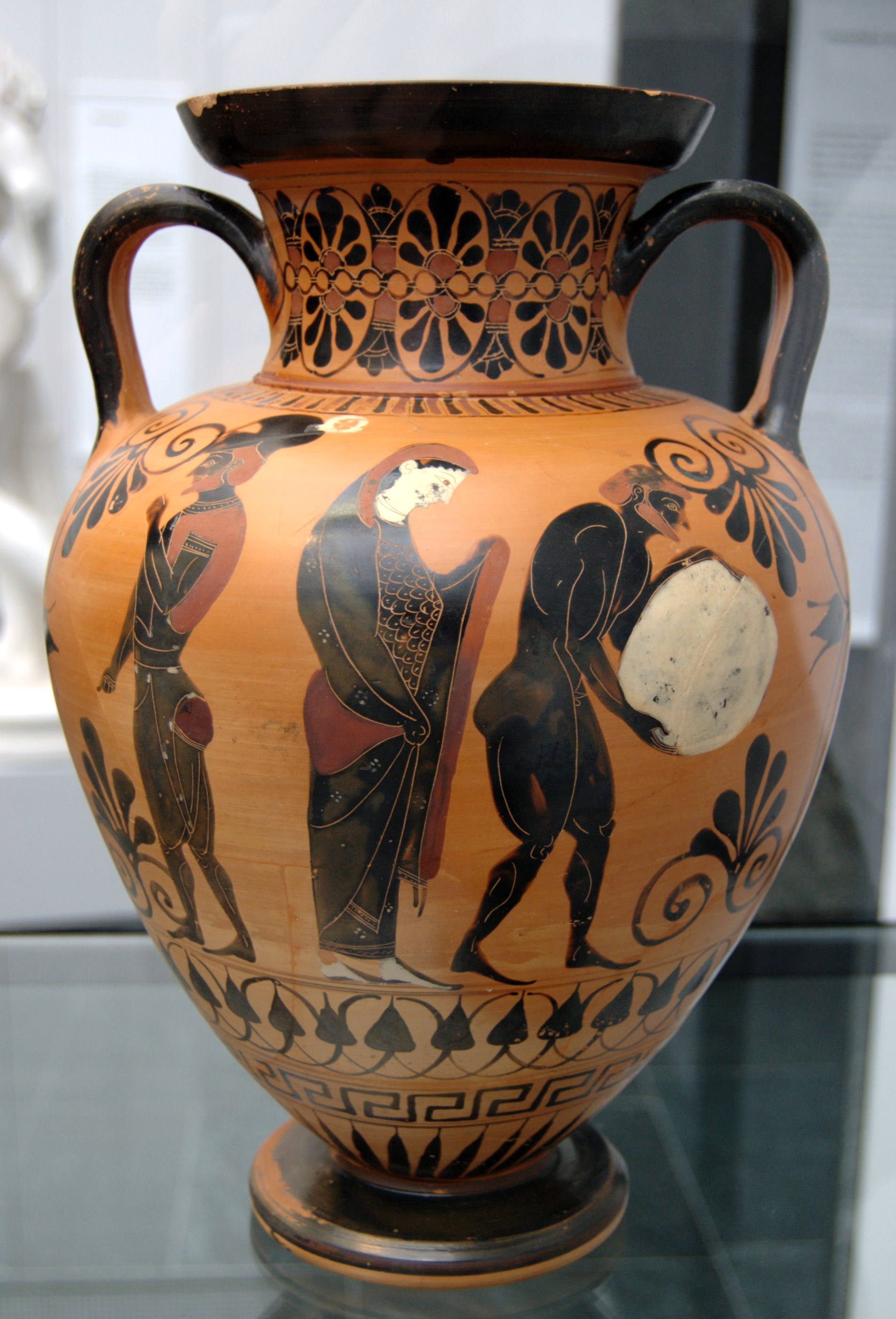
Anfora
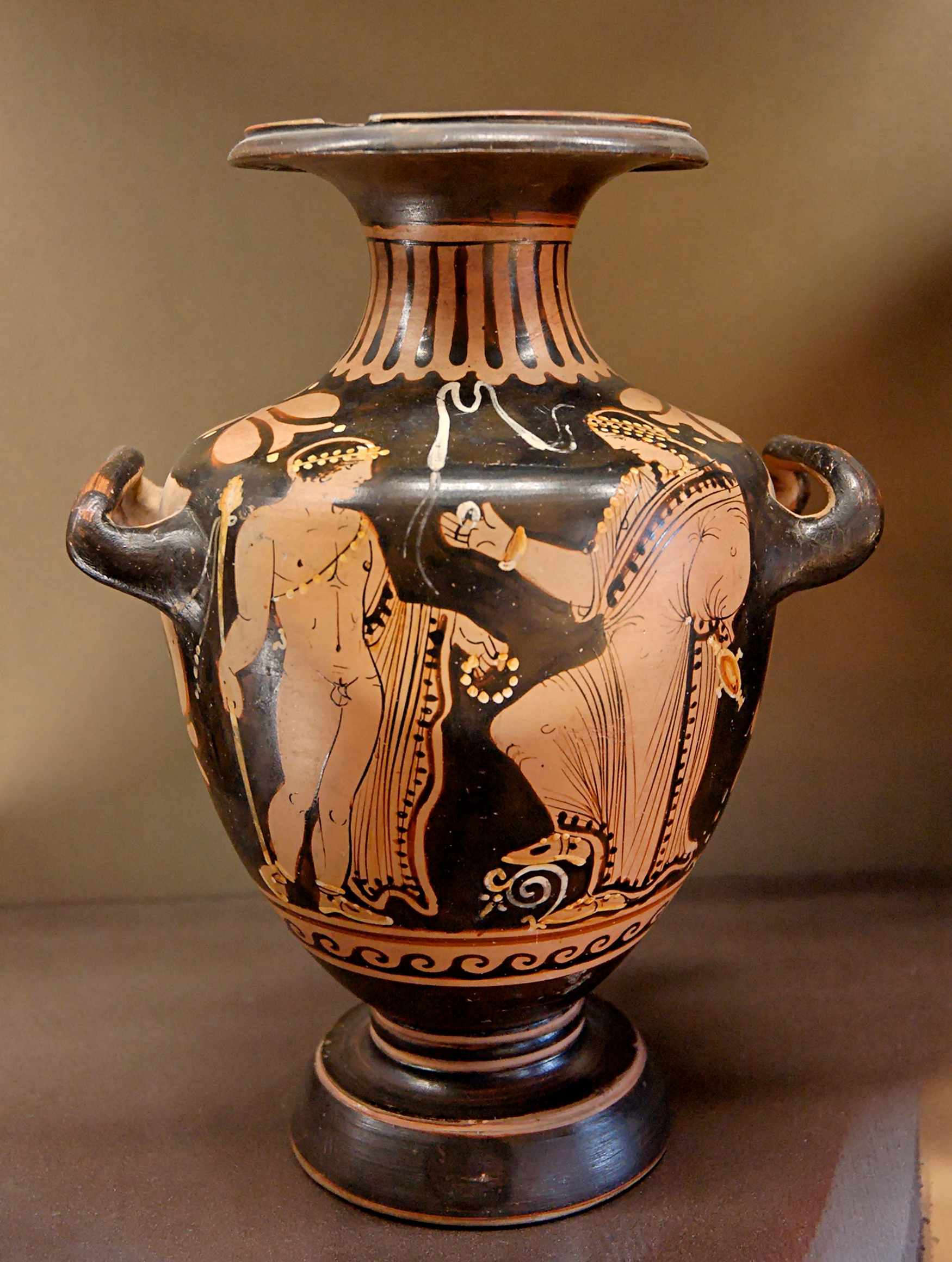
Idria
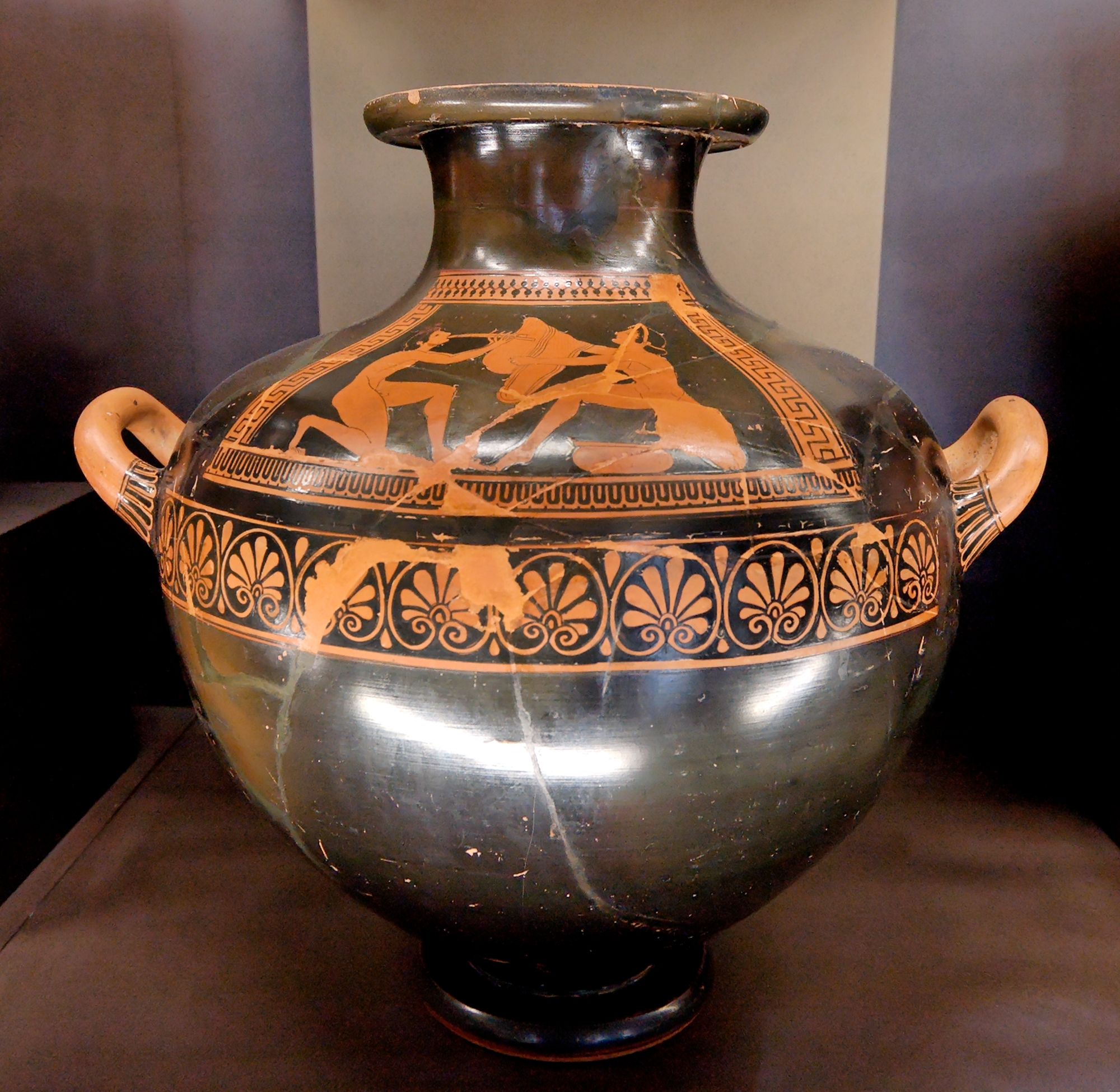
Kalpis
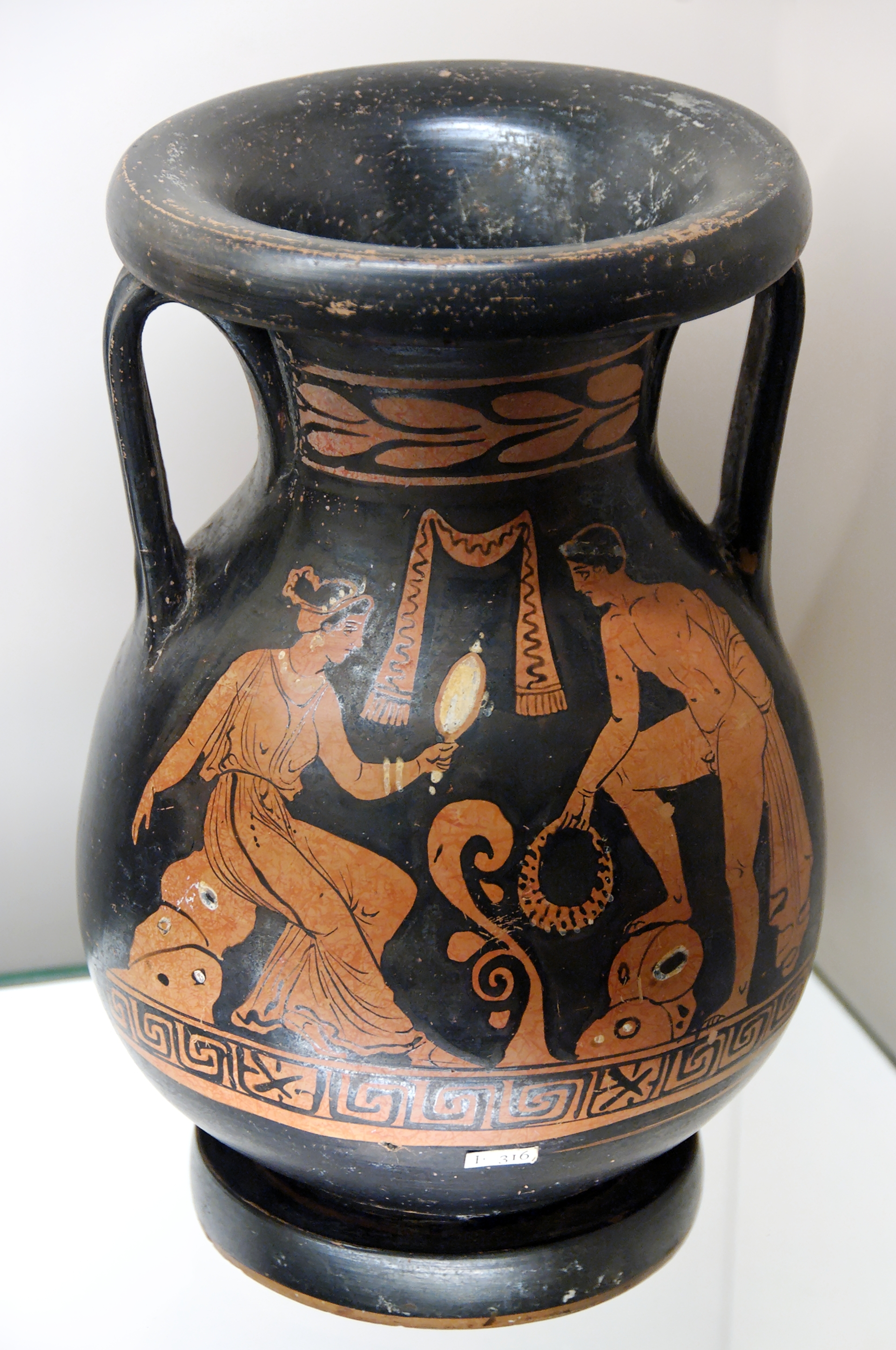
Pelike
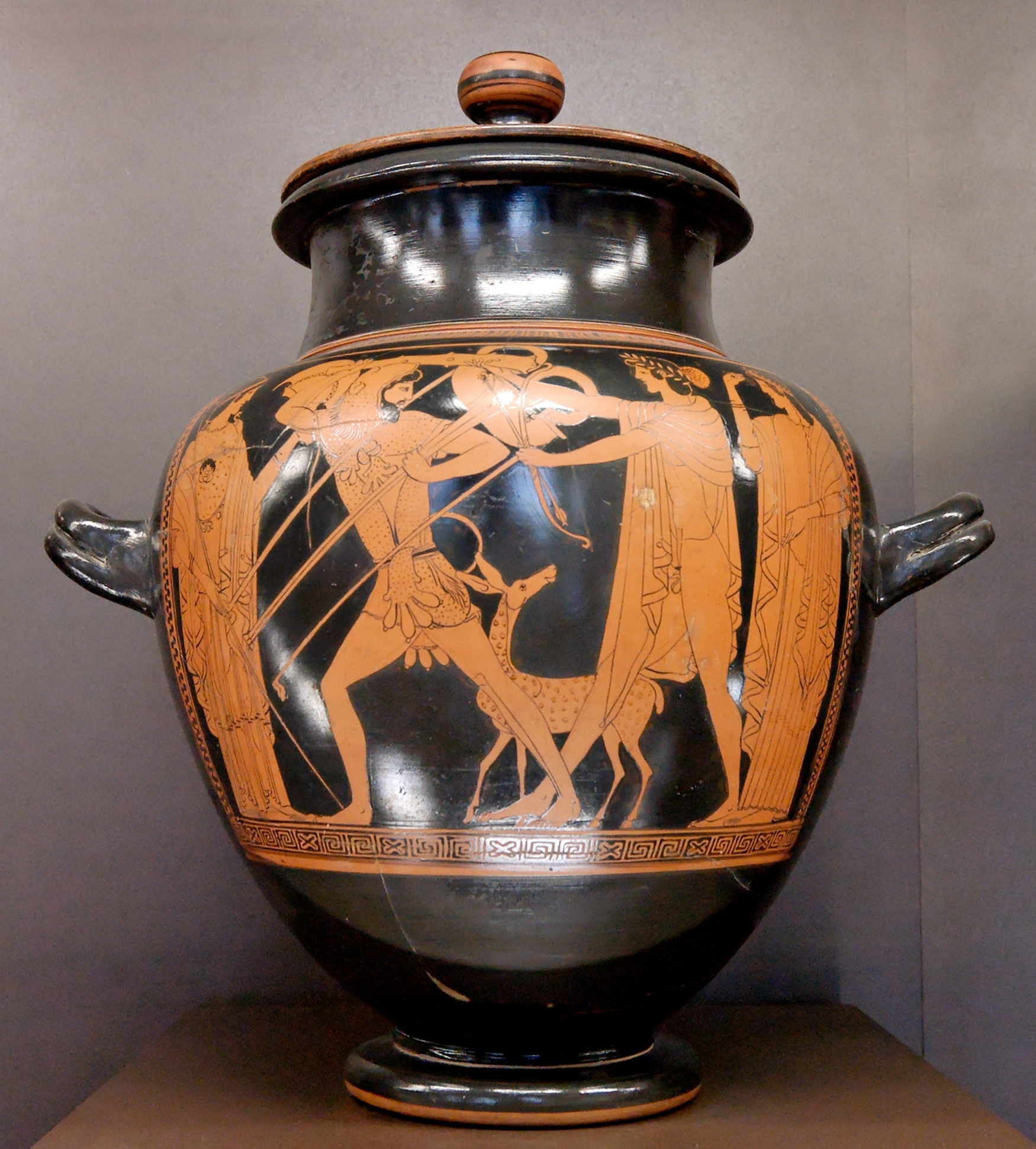
Stamnos
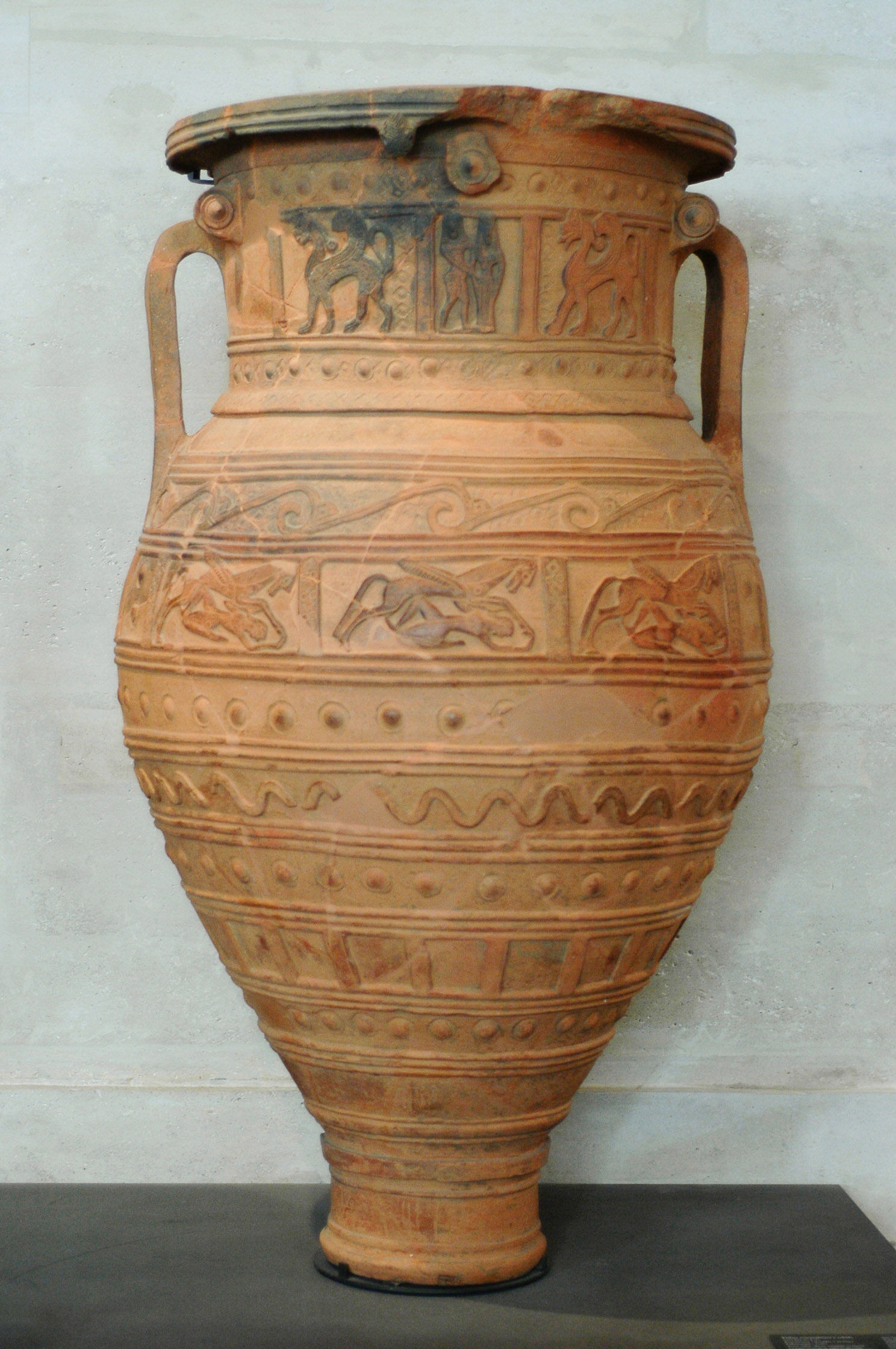
Pithos

Vasi rituali
- Loutrophoros
- Lebes gamikos

#### Anfora
L'anfora (in greco amphorèus) è caratterizzata da un corpo che si restringe inferiormente, con collo più stretto e due anse impostate sul collo e sulla spalla. Erano destinate a contenere liquidi o granaglie.
Se ne distinguono diverse tipologie:
- Anfore "standard", con profilo tra spalla e collo che segue una linea continua
  - Anfora "B"
  - Anfora "A"
  - Anfora "C"
- Anfore a collo distinto
  - con corpo di tipo ovoide
  - con corpo di tipo globulare
  - panatenaica
  - nicostenica
  - tirrenica
  - nolana

Un'anfora di piccole dimensioni prendeva il nome di anforisco.

#### Idria
L'idria (nome greco hydria) era un vaso utilizzato per contenere e versare liquidi, principalmente acqua. Presenta un'ampia pancia e una spalla quasi orizzontale, collo più stretto e un orlo svasato e piatto. La più evidente caratteristica è la presenza di tre anse impostate tra pancia e spalla: due simmetriche orizzontali e più corte per il trasporto e una orizzontale che arriva al collo per versare. Nell'evoluzione successiva la linea del collo prosegue nella spalla e nella pancia senza soluzione di continuità e l'idria assume una forma più globulare, prendendo anche il nome di kalpis.

#### Pelike
La pelike è un vaso simile all'anfora a profilo continuo, ma più ampio nella parte inferiore del corpo. Si diffonde tra la fine del VI secolo a.C. e rimane in uso fino al IV secolo a.C.

#### Stamnos
Lo stamnos era un recipiente con il corpo simile a quello di un'anfora, con collo corto e largo e due piccole anse impostate nel punto di maggiore larghezza; spesso dotato di coperchio.

#### Pithos
Il pithos è un grande vaso per immagazzinaggio di liquidi o granaglie. Il nome è stato utilizzato per i contenitori rinvenuti nei magazzini dei palazzi reali minoici, di forma all'incirca cilindrica. Gli esemplari decorati hanno spesso la forma di anfore con largo collo.

#### Loutrophoros e lebes gamikos
La loutrophoros e il lebes gamikos erano contenitori utilizzati nelle cerimonie nuziali. Il primo era già presente ad Atene nell'VIII secolo a.C., mentre il secondo si diffonde a partire dalla prima metà del VI secolo a.C. La loutrophoros era utilizzata anche per i funerali delle persone non sposate ed era destinata a contenere l'acqua rituale; dato il collegamento con i rituali funebri, a partire dal tardo V secolo a.C. ne furono realizzati esemplari in marmo utilizzati come segnacolo tombale.
Anche il lebes gamikos era un contenitore destinato ai rituali connessi alla preparazione del matrimonio e si pensa che anch'esso dovesse contenere l'acqua del bagno nuziale. Aveva due anse e corpo tondeggiante, se privo di piede veniva appoggiato su un piedistallo con il quale formava un pezzo unico, ed era dotato di coperchio.

### Vasi per mescolare

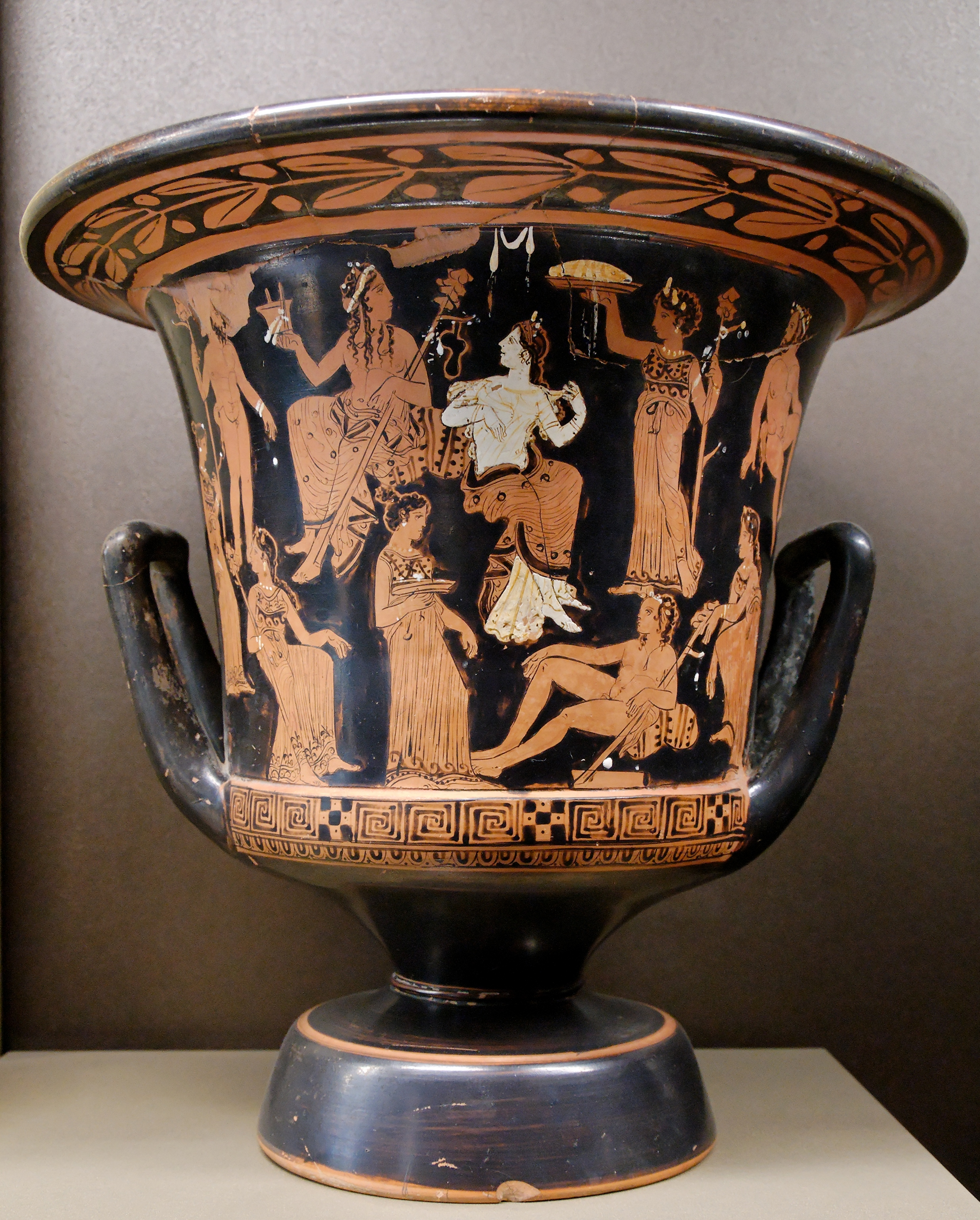
Cratere a calice
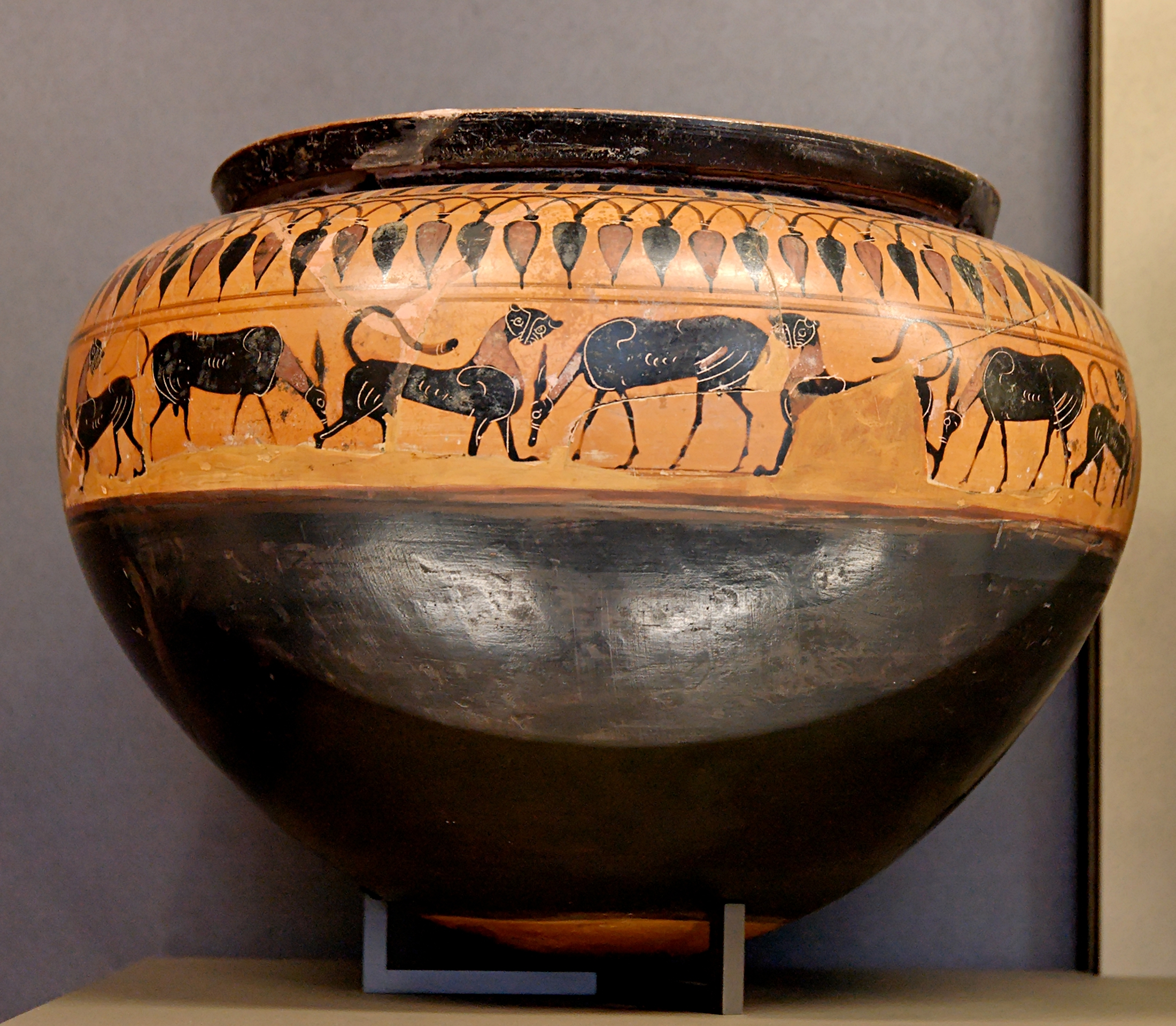
Dinos
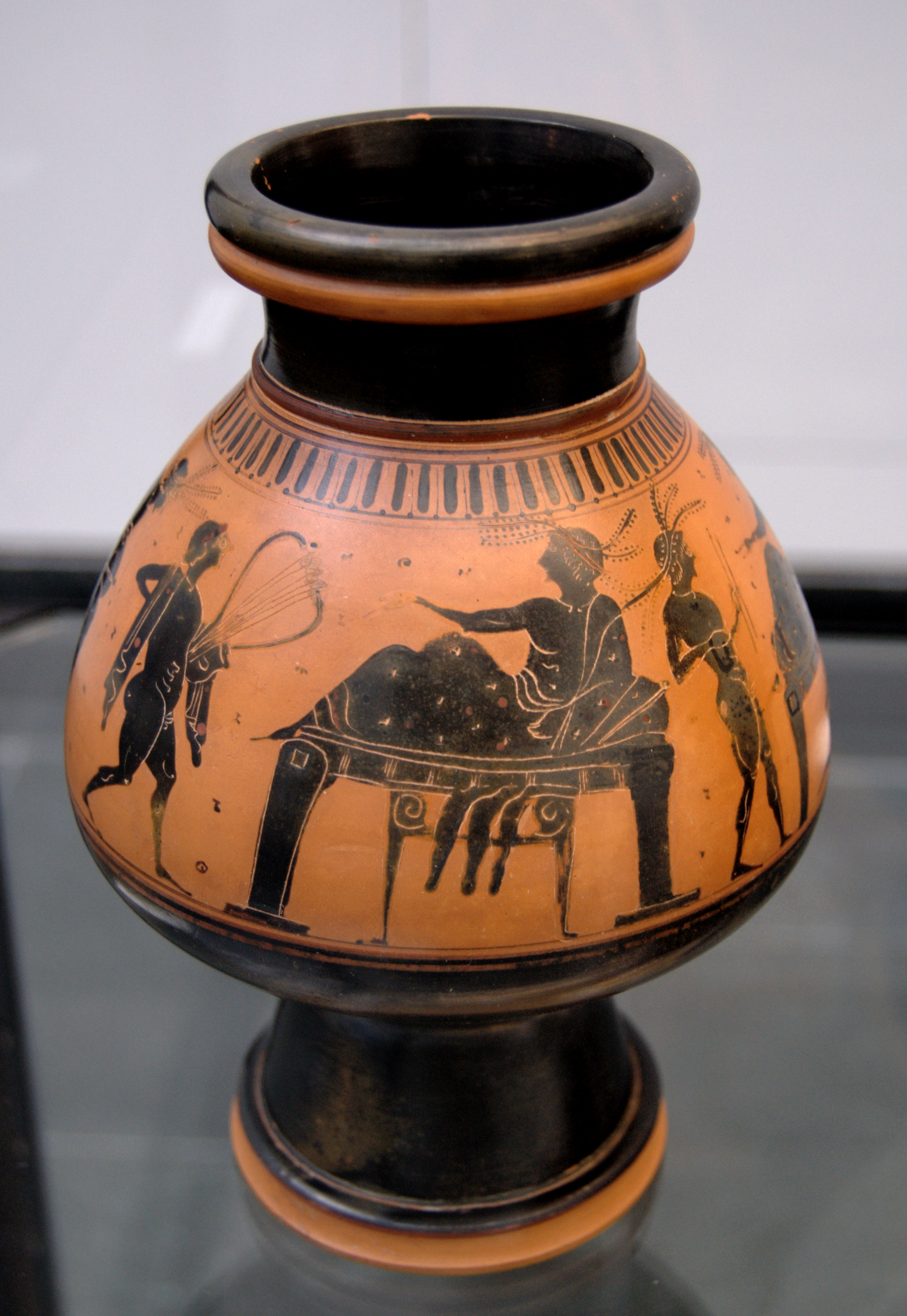
Psykter

#### Cratere
Il cratere era un grande vaso utilizzato per mescolare vino e acqua nel simposio, durante il quale era collocato al centro della stanza. Vi si attingeva il vino miscelato che veniva quindi versato nelle coppe degli ospiti. Presenta un corpo tondeggiante, con corte anse per il trasporto e una larga imboccatura. Le forme più antiche presentano forma simile allo skyphos, una coppa per bere, e sono conosciute già in epoca micenea.
È conosciuto in diverse varianti:
- Cratere "a colonnette" (in greco kelébe)
- Cratere "a volute"
- Cratere "a calice"
- Cratere "a campana"

#### Dinos
Il dinos (nell'antichità probabilmente chiamato lebes) era un vaso utilizzato, come il cratere, per mescolare l'acqua al vino nel banchetto. Presenta un corpo globulare che si assottiglia verso il fondo, privo di anse, e un'ampia imboccatura priva di collo e di orlo. Il fondo è arrotondato e rende necessaria la presenza di un separato sostegno cilindrico.

#### Psykter
Lo psykter era un recipiente utilizzato tra la fine del VI e gli inizi del V secolo a.C.; aveva il corpo a forma di fungo sormontato da un collo cilindrico, veniva immerso nel cratere e serviva per la refrigerazione del vino.

#### Kalathos e kalathiskos
In senso proprio, i termini kalathos (trascrizione dal greco antico κάλαϑος) e il suo diminutivo kalathiskos (greco antico καλαϑίσκος) indicano canestri o panieri di vimini o di canne con base più stretta dell'apertura, usati per riporvi frutta, spighe od oggetti, specie relativi ai lavori muliebri. Se fornito di ansa, prende il nome di psykter (ψυκτήρ). Sono il simbolo dell'operosità femminile o anche di particolari divinità: quelle legate all'abbondanza, come Cerere, o ai lavori femminili, come Atena, che secondo il mito fu la prima filatrice. Le sacerdotesse di queste dee e di Afrodite usavano come copricapo kàlathoi di giunchi o di rose. Era usato nei sacrifici dai sacerdoti e dalle sacerdotesse, come ci dicono le pitture vascolari, per offrire le primizie alle divinità. La leggendaria nascita del capitello corinzio narrata da Vitruvio narra di un kalathos attorno a cui s'era avviluppato un acanto. Il kalathiskos è legato alla danza rituale omonima, praticata da danzatrici che lo usavano come copricapo; quando tale danza era in onore di Apollo Karneios, era eseguita da giovani di entrambi i sessi, sempre con lo stesso copricapo. 
Da questi contenitori è derivato un tipo di vaso piuttosto raro, con pareti più o meno svasate o anche quasi verticali, che imita il kalathos o il kalathiskos di vimini o canne. La definizione è convenzionale.

Danzatrice con kalathiskos, raffigurata su un cratere attico (Museo archeologico nazionale delle Marche, Ancona)
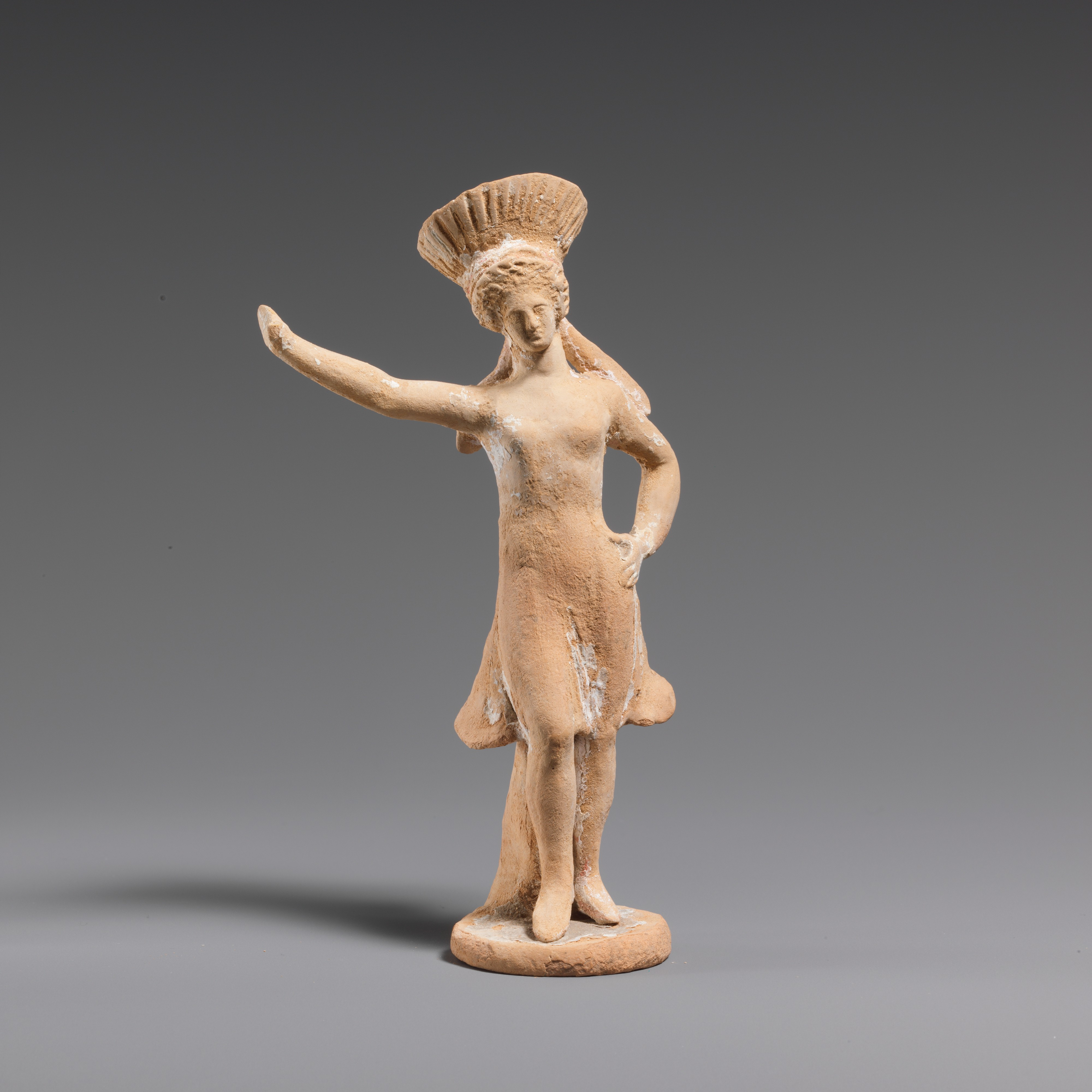
Statuetta di danzatrice con kalathiskos (Metropolitan Museum of Art, New York)
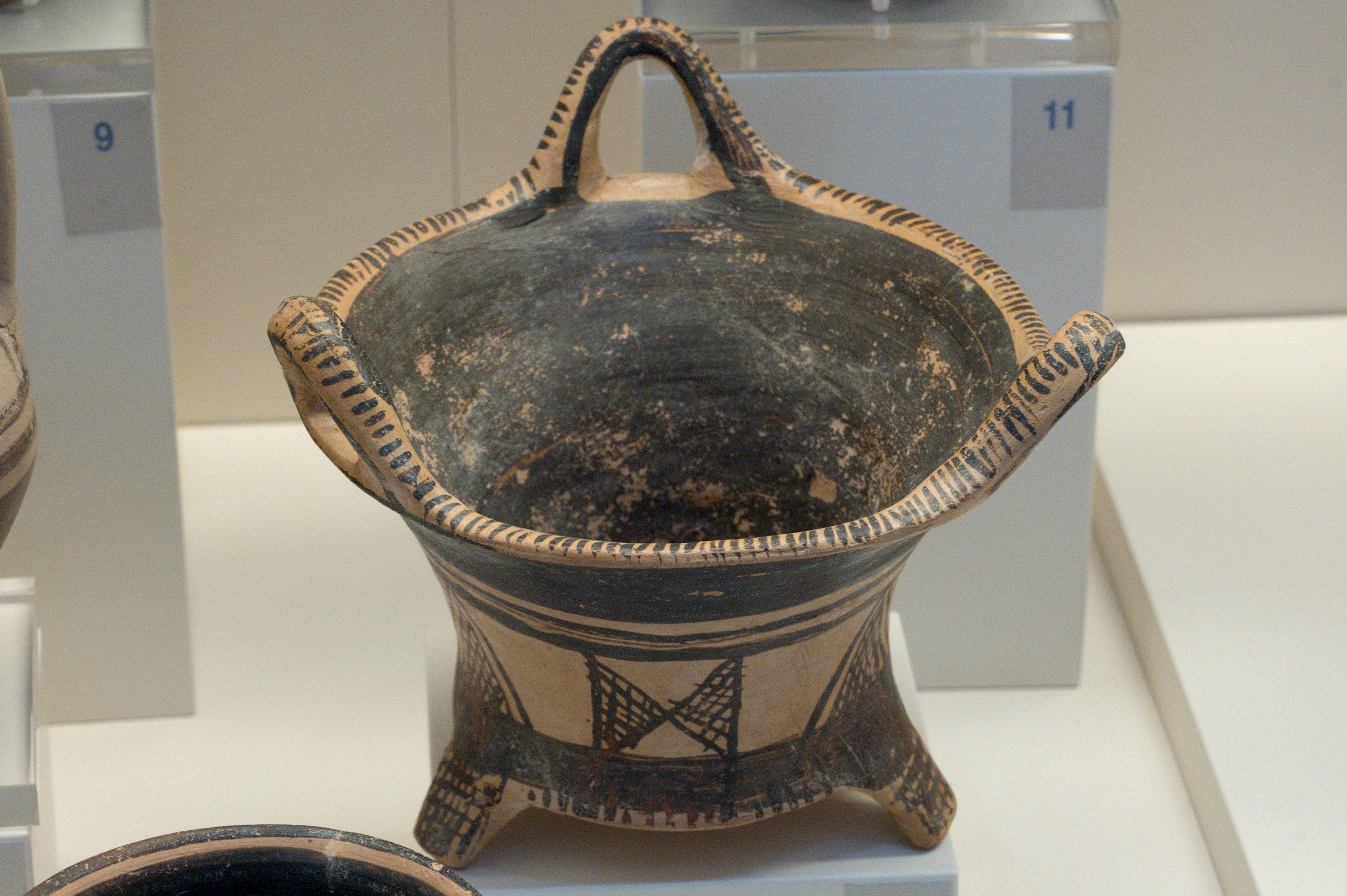
Kalathos rinvenuto a Nafplio
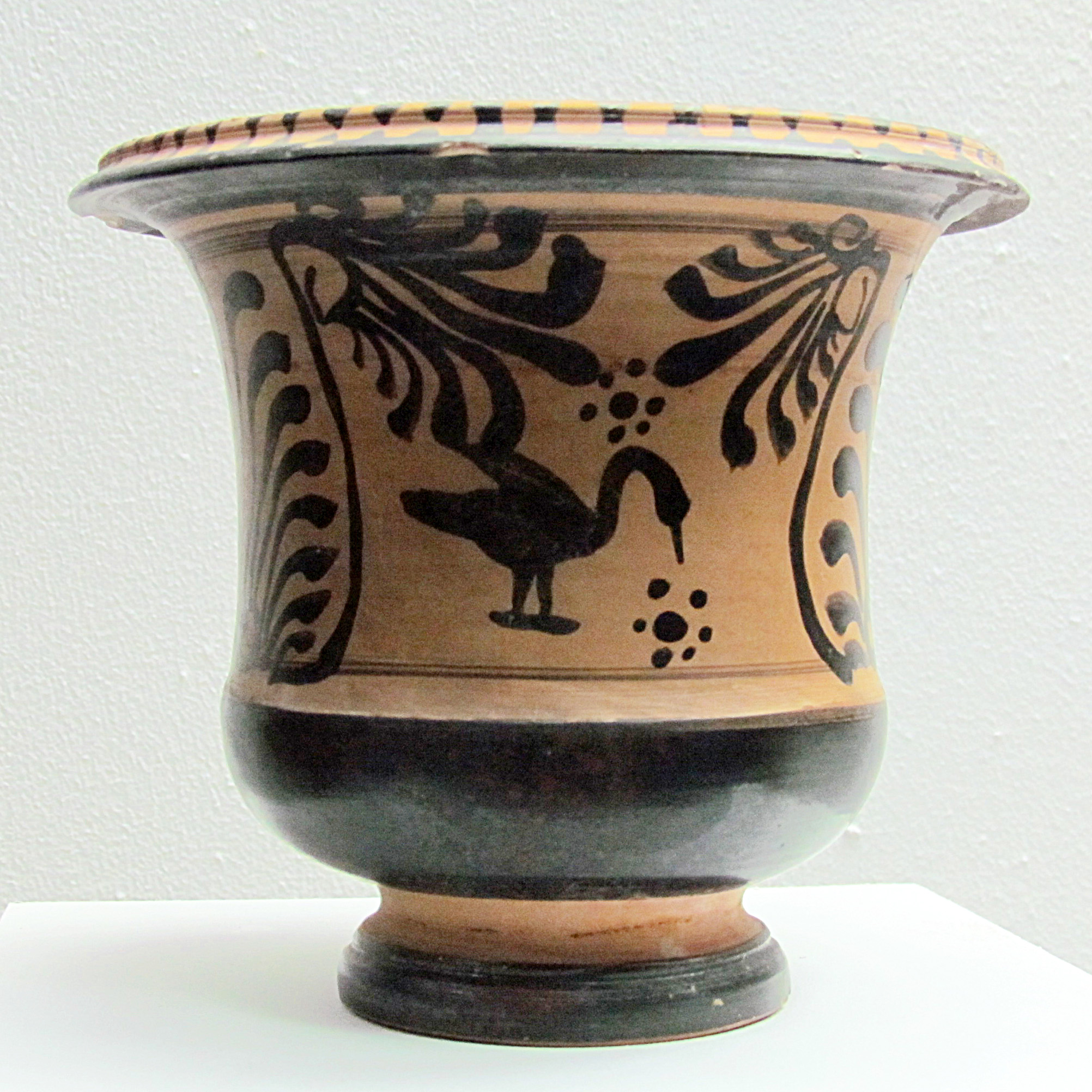
Kalathos (Museo nazionale di Serbia, Belgrado)
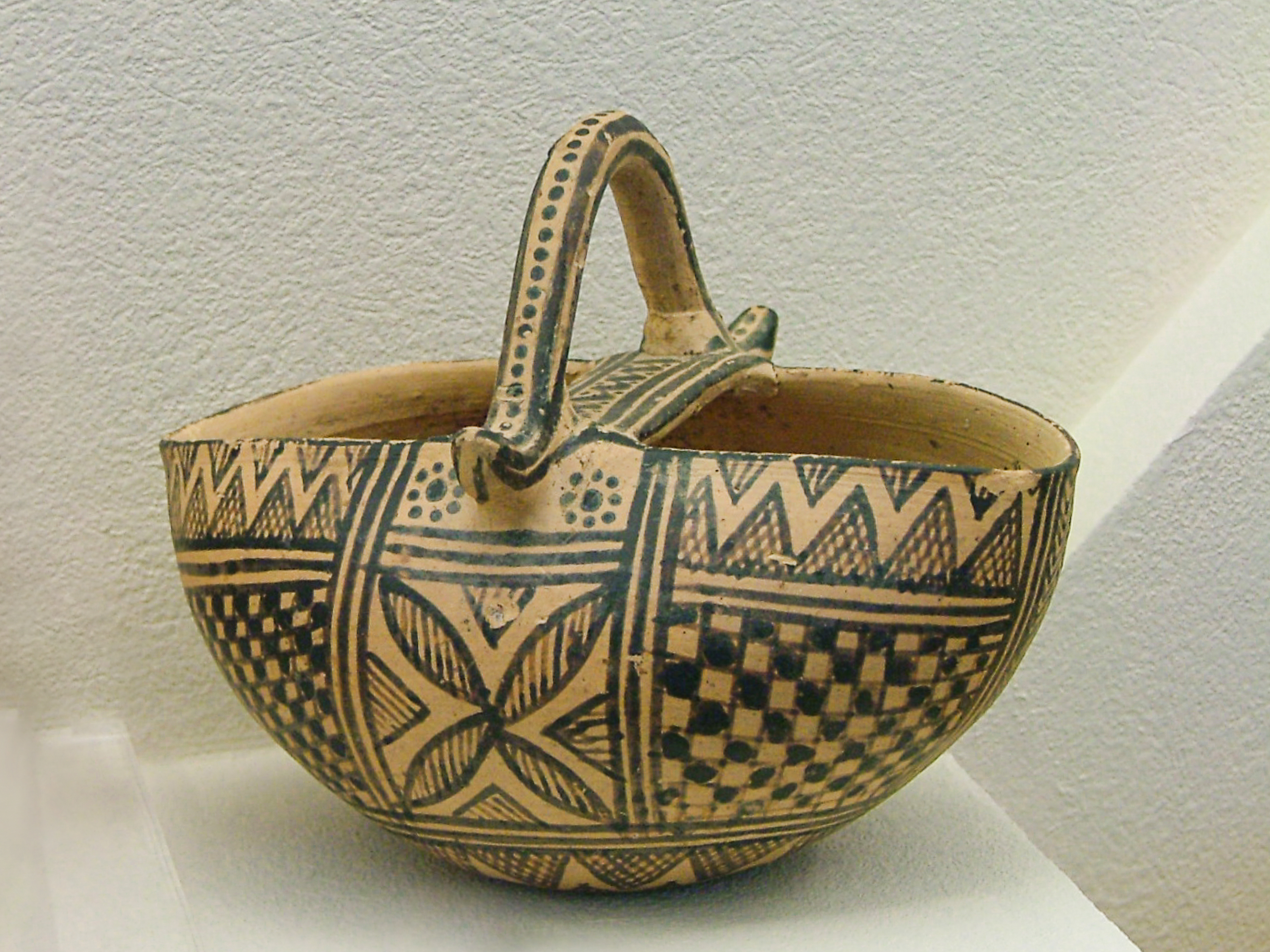
Kalathos (Museo archeologico del Ceramico, Atene)
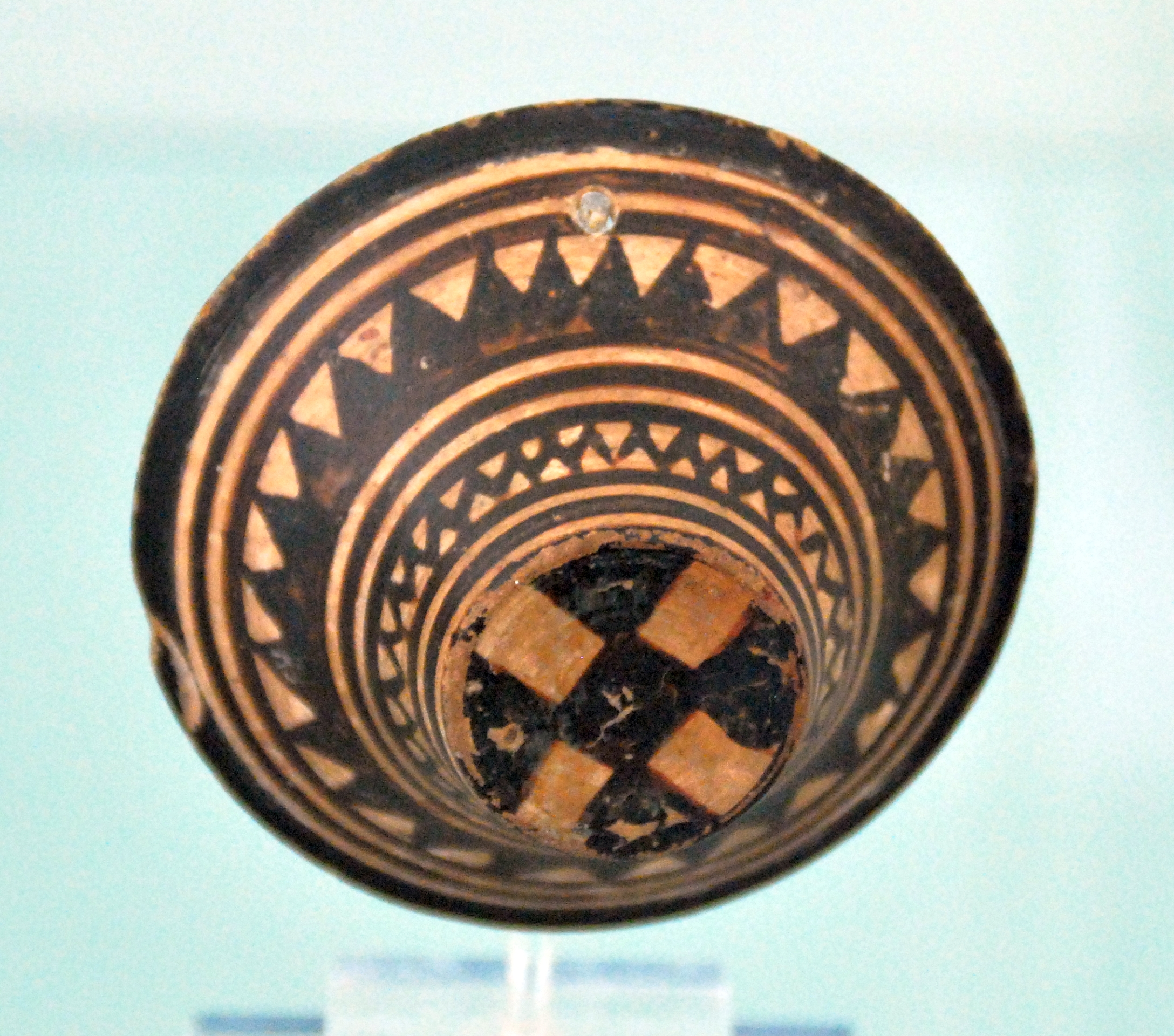
Kalathos protogeometrico (Museo archeologico di Kiel)

### Vasi per versare

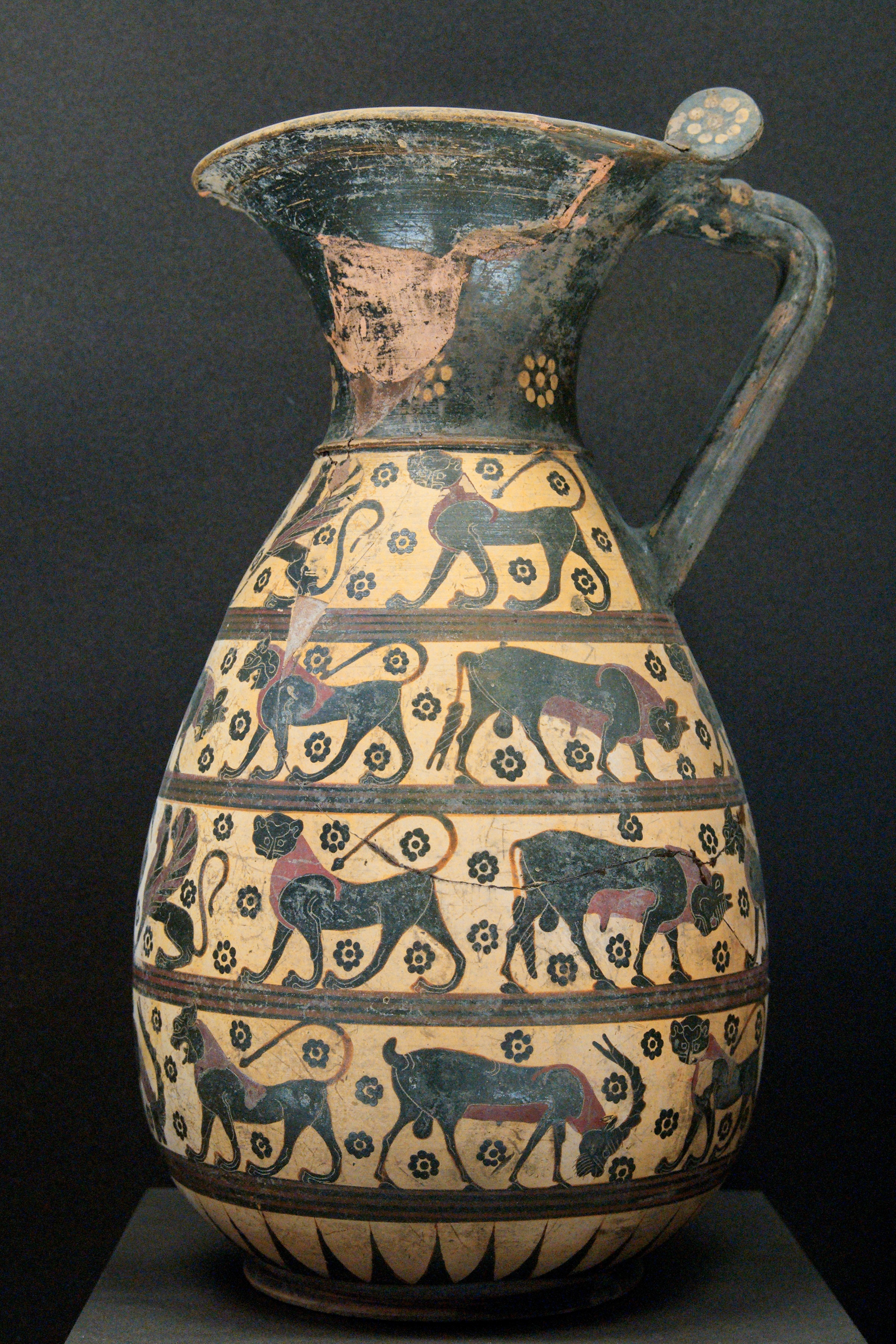
Olpe corinzia
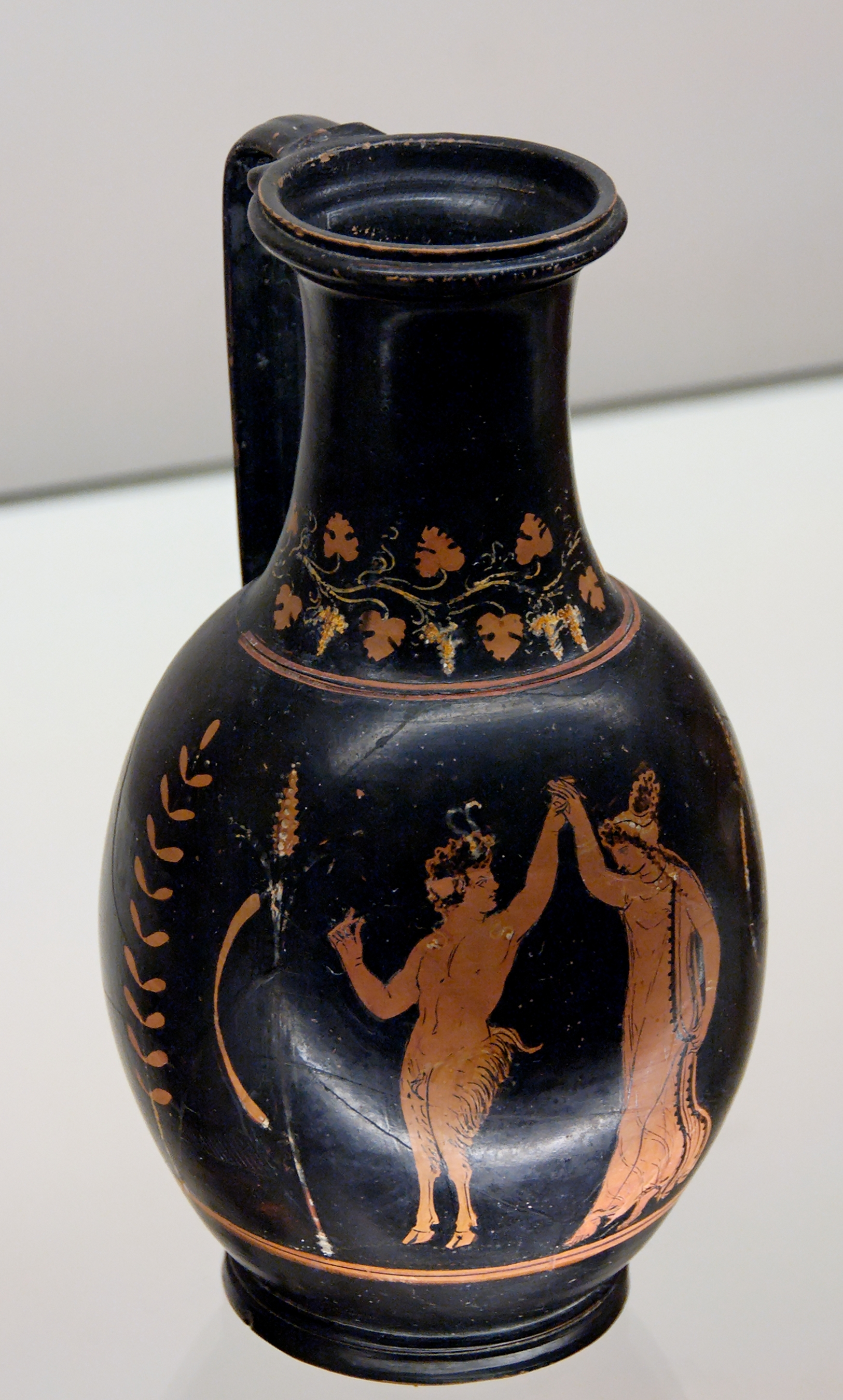
Olpe a figure rosse
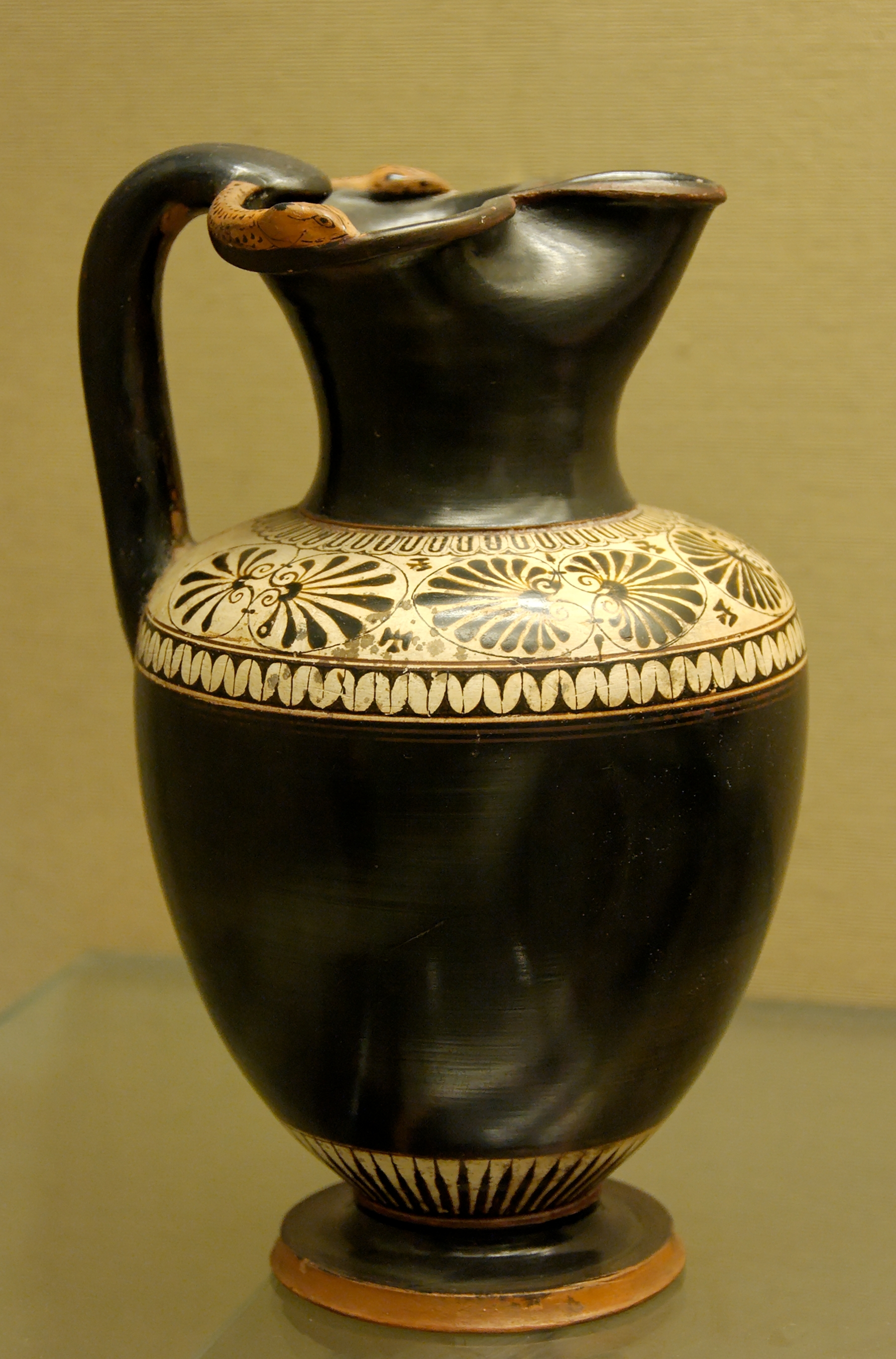
Oinochoe
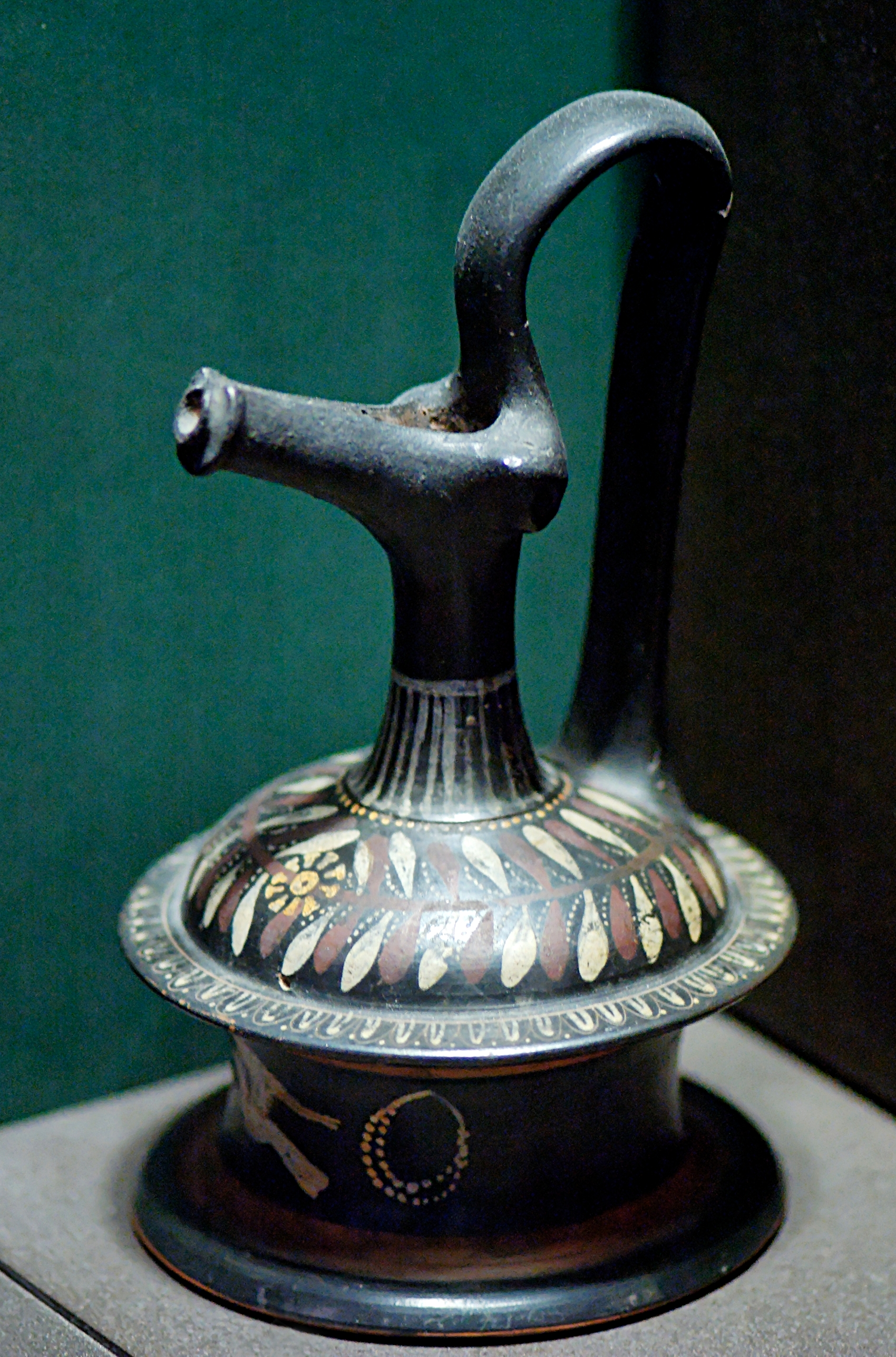
Epichysis

#### Olpe
L'olpe era una brocca, con corpo allungato e imboccatura rotonda, diffusa nella ceramica corinzia, derivante da prototipi metallici (le due rotelle presenti all'attaccatura dell'ansa rappresentano le borchie necessarie al fissaggio).

#### Oinochoe
L'oinochoe è una brocca utilizzata per mescere il vino prelevato dai crateri. Forma diffusissima dall'epoca più antica, presenta un corpo tondeggiante, più o meno allungato e un collo svasato, dotato di un'unica ansa, a volte rialzata oltre l'orlo, con orlo quasi sempre trilobato o a becco. Un'oinochoe più bassa e panciuta era chiamata in antico chous ed era utilizzata in particolare durante le Antesterie, festa ateniese in onore di Dioniso.

#### Lagynos
Il lagynos era una brocca con corpo espanso, spalla distinta e uno stretto e lungo collo con piccolo orlo. Usata per servire il vino presso antichi greci e romani, era particolarmente diffusa nel periodo ellenistico, tra il III e il I secolo a.C., ed era una forma tipica della Grecia orientale. In epoca romana il termine continuò ad essere utilizzato e applicato ad esemplari di forma simile.

#### Epichysis

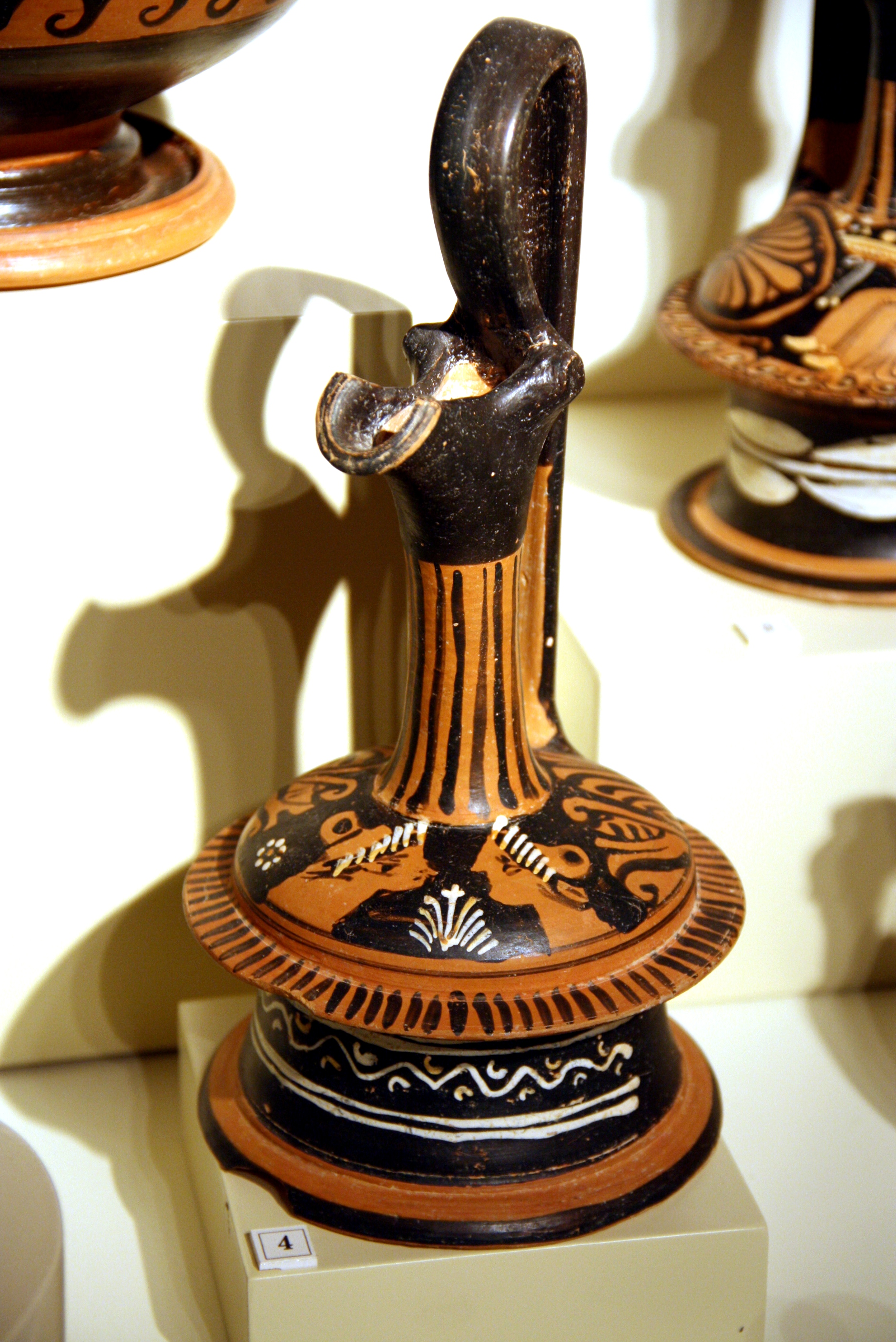
Epichysis apula, 325-300 a.C.

L'epichysis è una brocca di forma particolare: presenta il corpo cilindrico, con pareti più o meno concave, con piede ampio e sporgente. Il passaggio tra pancia e spalla è segnato da una sporgenza ad anello. Al di sopra presenta uno stretto collo allungato, con beccuccio ad imboccatura sottile e un'ansa a nastro rialzata. Si trova in particolare nella ceramica italiota.

### Coppe e tazze per bere

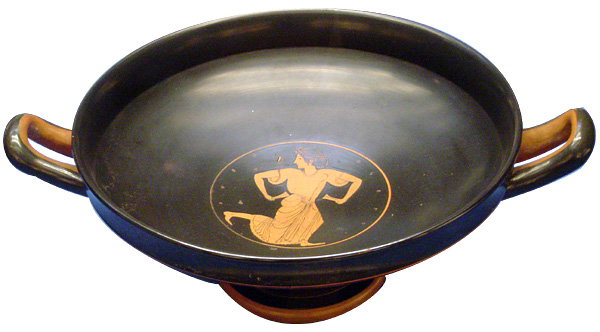
Kylix ("Coppa C")
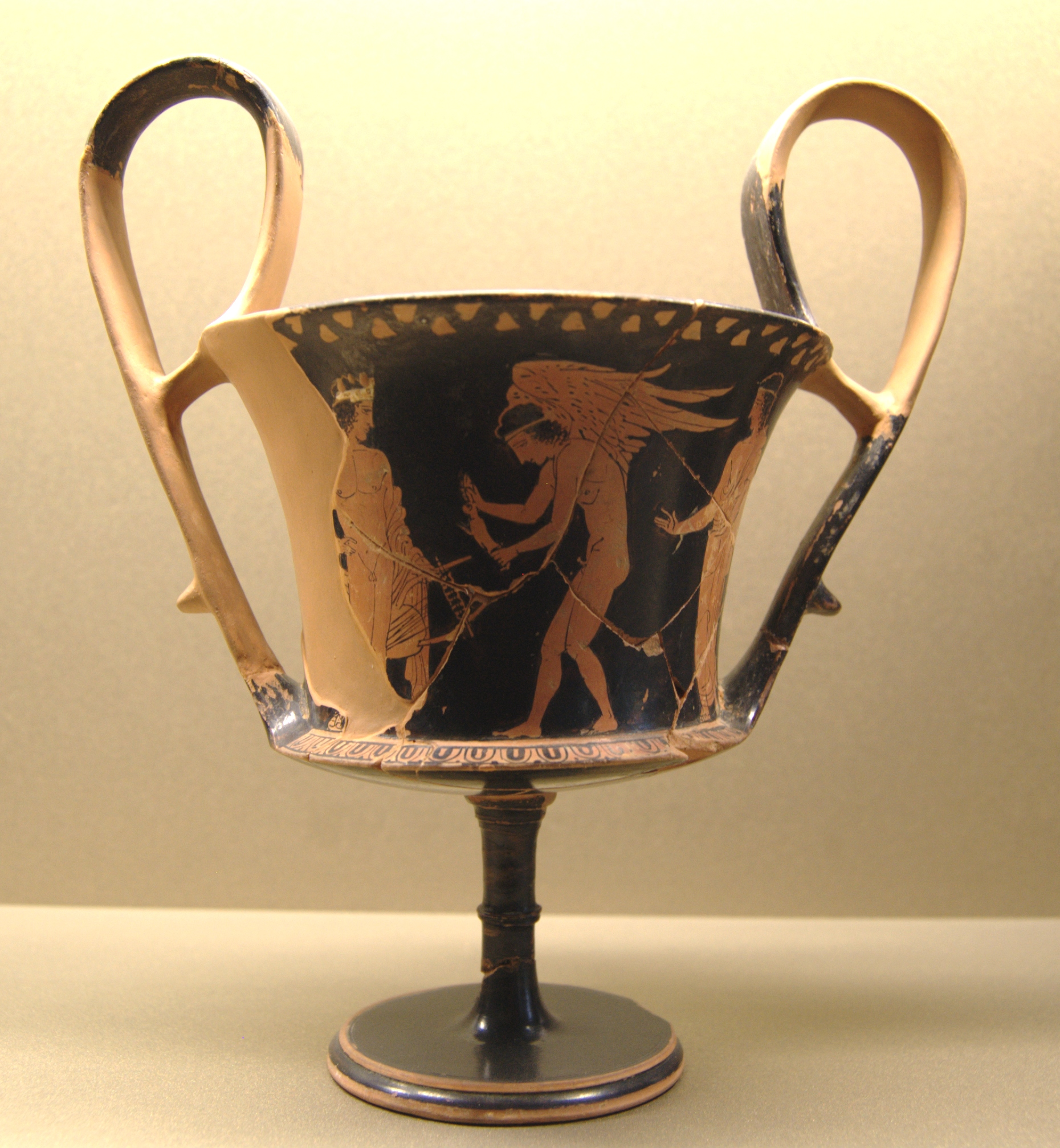
Kantharos
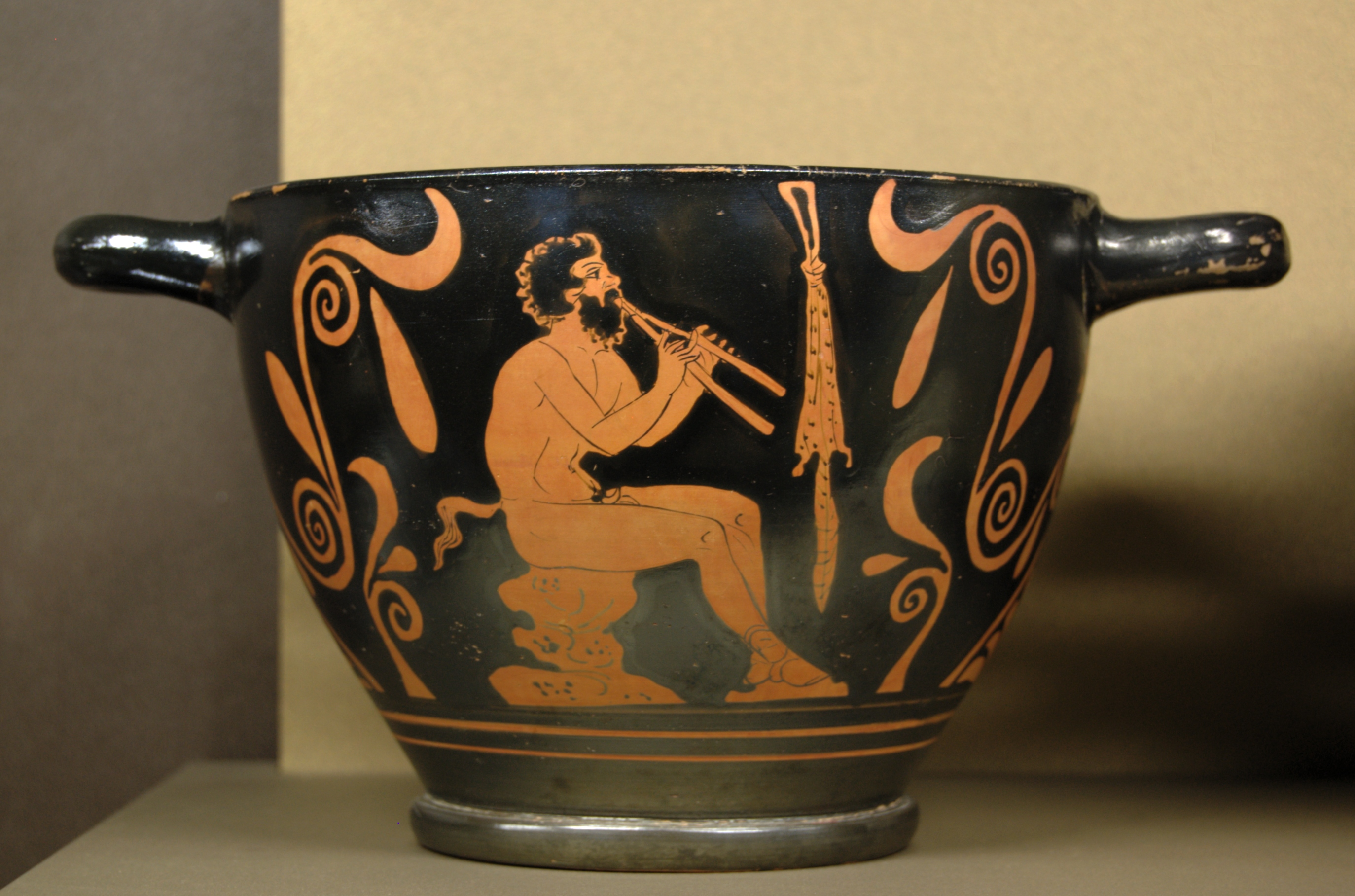
Skyphos
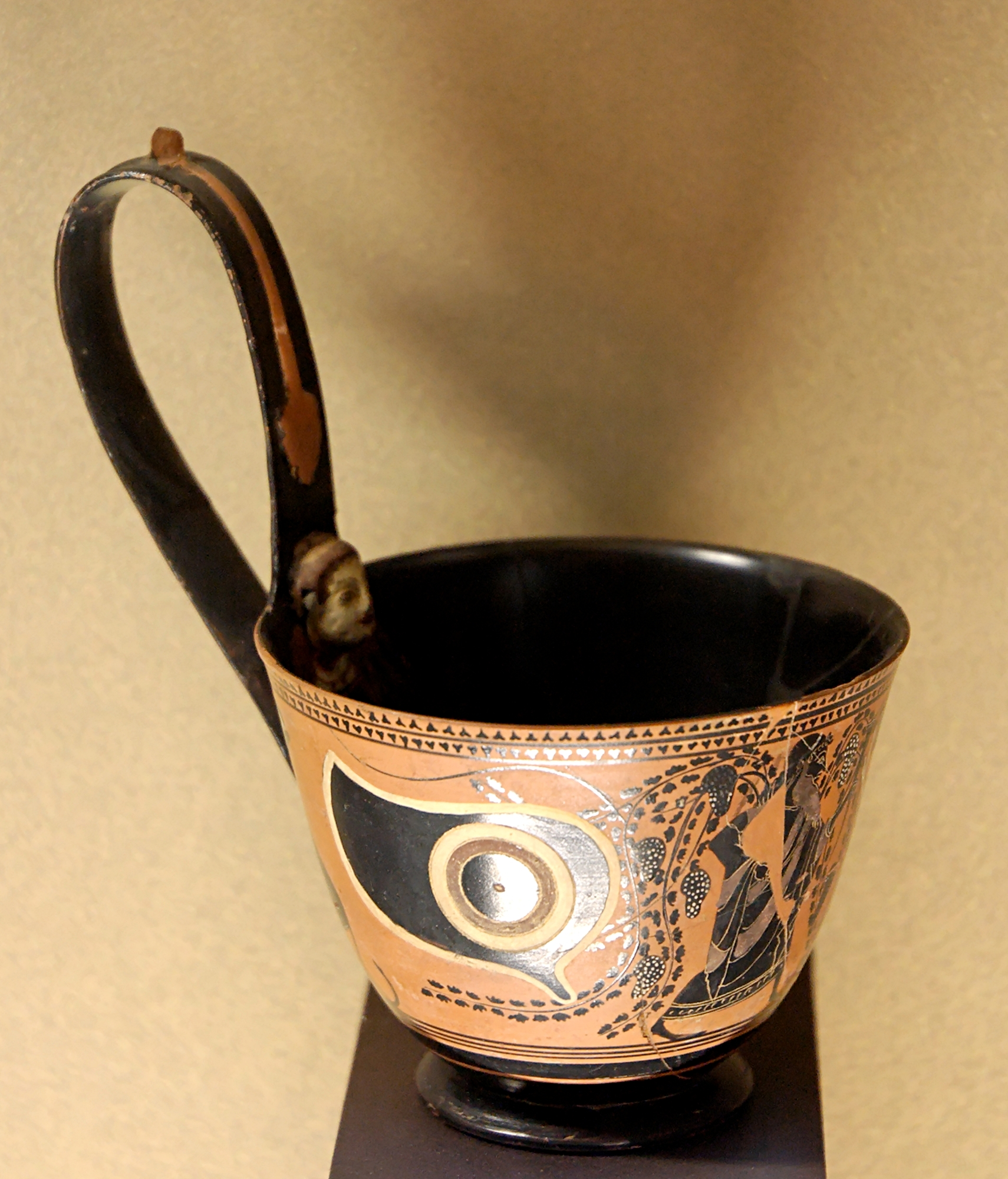
Kyathos
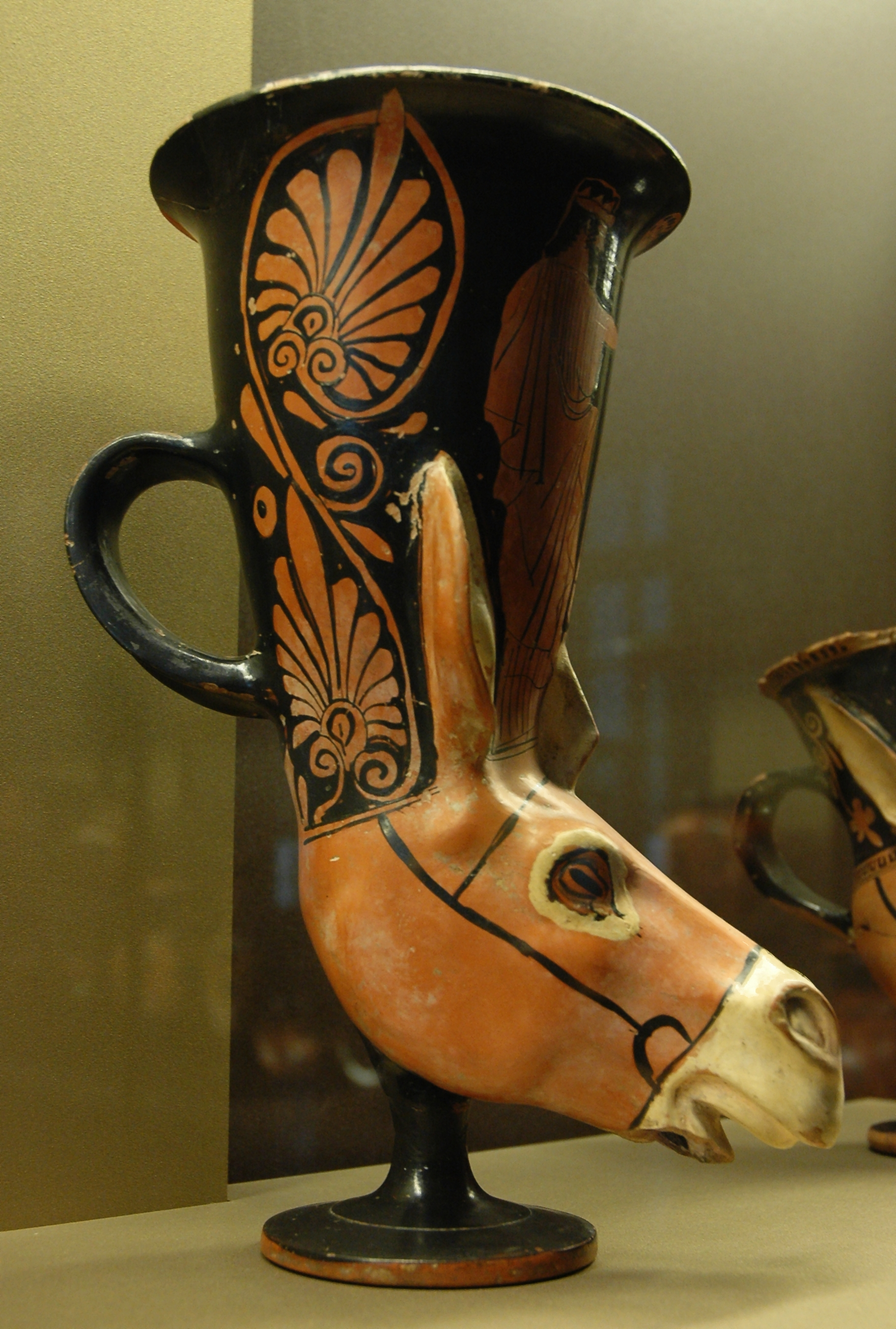
Rhyton a testa d'asino
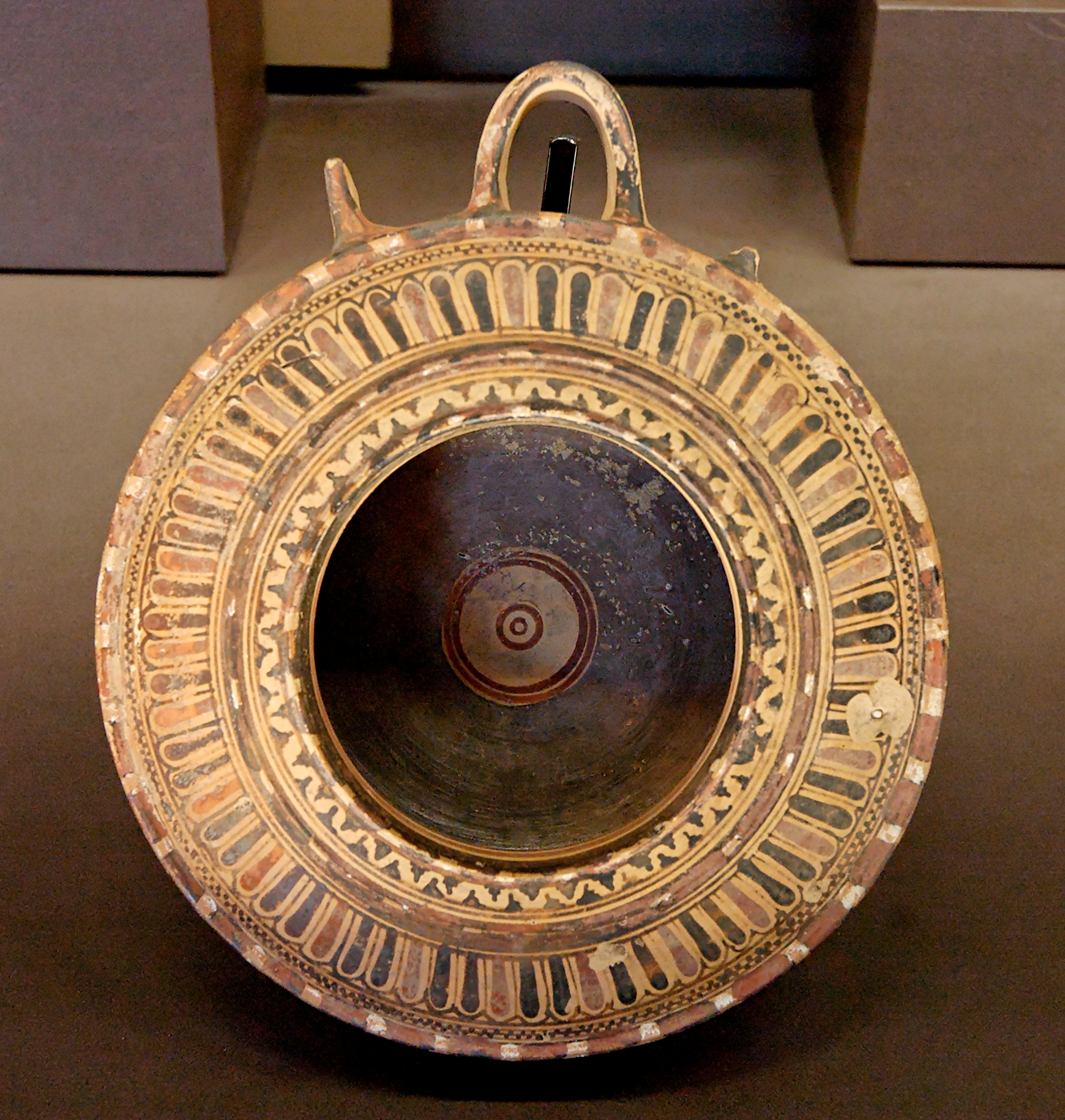
Kothon visto dall'alto

#### Kylix
Il termine kylix si applica specialmente alla forma elaborata dalla ceramica attica a partire dal VI secolo a.C.; spesso viene indicata in italiano con il termine "coppa", che però può essere utilizzato anche per le altre forme di questa sezione. La forma base si presenta con corpo espanso e poco profondo, con due piccole anse impostate poco sotto l'orlo e quasi orizzontali, sostenuto da un piede in genere con alto stelo.
Se ne conoscono diverse varianti, che si succedono nel tempo:
- Coppa dei comasti
- Coppa di Siana
- Coppe dei "Piccoli Maestri"
  - Lip-Cup
  - Band-Cup
  - Droop-Cup
- Coppa A
  - Coppe a occhioni.
- Coppa B
- Coppa C

#### Kantharos
Il kantharos (esiste anche il termine italianizzato di "cantaro") era una coppa per bere caratterizzata da due alte anse che si estendono in altezza oltre l'orlo, spesso rialzato su un piede con stelo.

#### Skyphos
Lo skyphos era una tazza di piccole dimensioni, con breve labbro, vasca profonda ed anse orizzontali o oblique, impostate appena sotto l'orlo. Frequentemente utilizzato come sinonimo di kotyle.

#### Kyathos
Il kyathos era una tazza svasata con unica lunga ansa a nastro, utilizzata come attingitoio. Più comune in ambito etrusco, fu utilizzato in particolare tra la fine del VI e gli inizi del V secolo a.C.

#### Rhyton
Di antica origine, a forma di corno e spesso con decorazioni plastiche, era un vaso usato per bere, per attingere liquidi da altri vasi, o per libagioni rituali.

#### Kothon
Il kothon era una meno frequente forma di coppa, con basso corpo rigonfio e orlo rientrante, dotata di un'unica ansa ad anello affiancata da due sporgenze. In alcuni casi appare privo di ansa e con piede su corto stelo. Con lo stesso nome si indica in archeologia anche una forma vascolare tipica della civiltà picena, con il quale il kothon greco non va confuso; il vaso piceno, denominato kothon o cothon in forma strettamente convenzionale, era caratterizzato da piccole dimensioni, da corpo globulare e schiacciato, da una sola ansa, rialzata, e da un orlo fortemente rientrante che dà origine ad una bocca assai ristretta.

### Contenitori per toilette
Contenitori per oli profumati

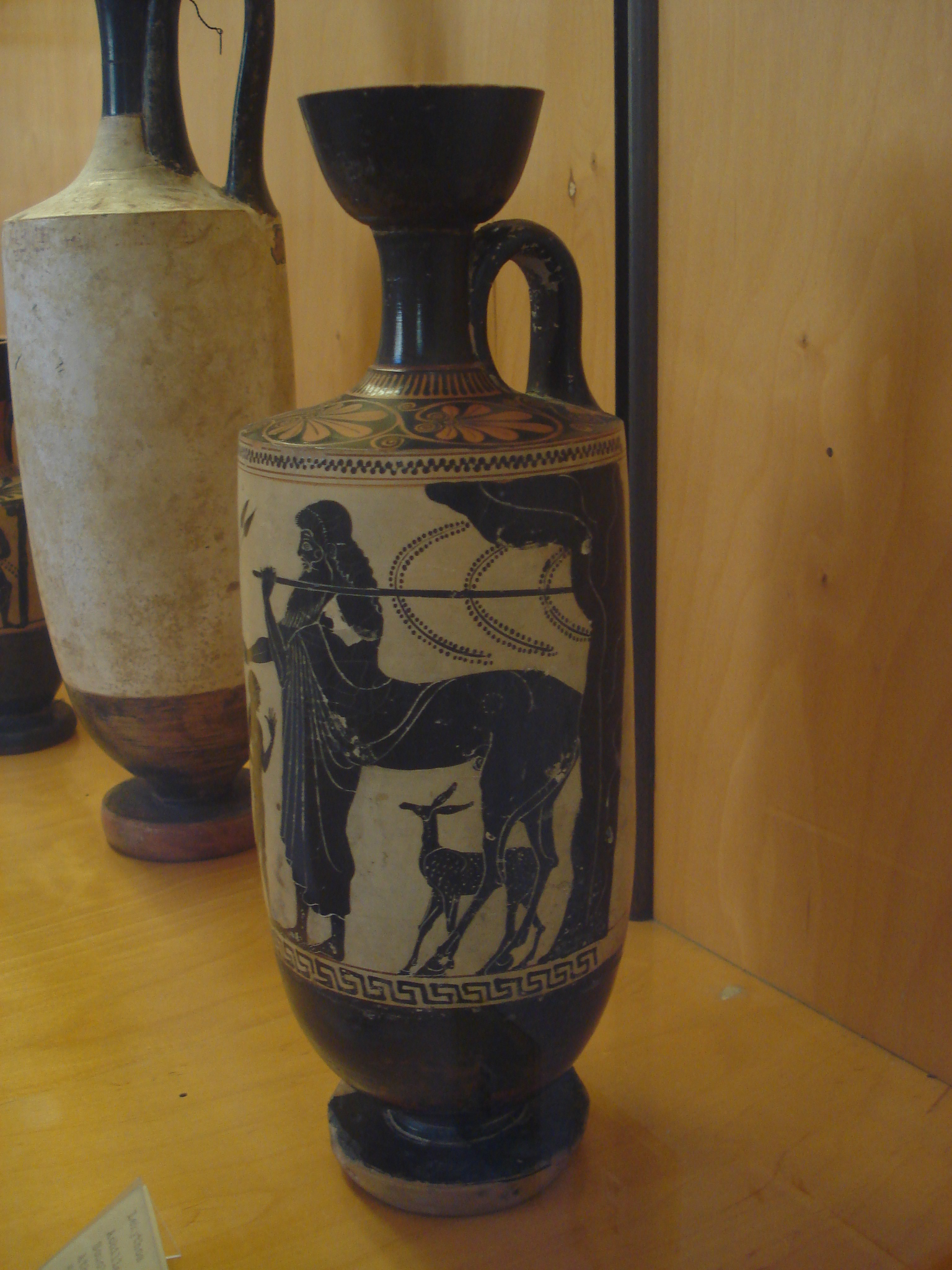
Lekythos
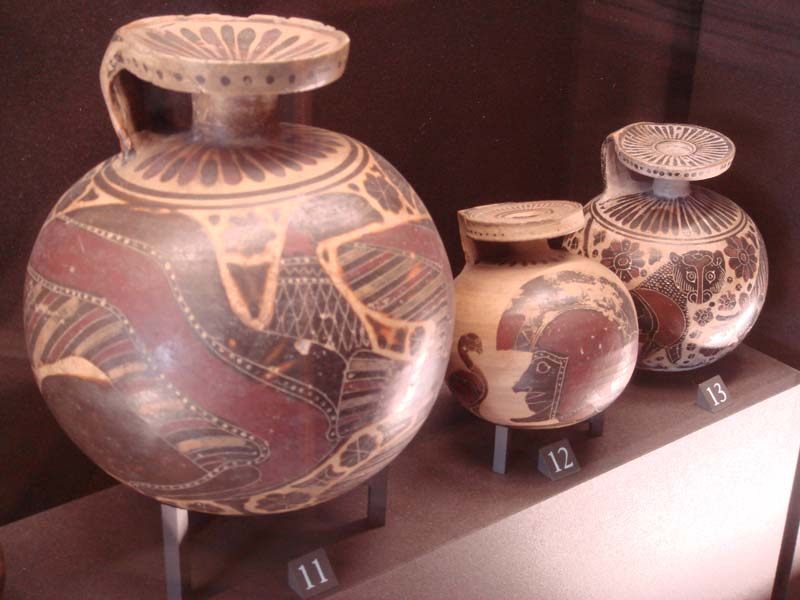
Ariballi globulari
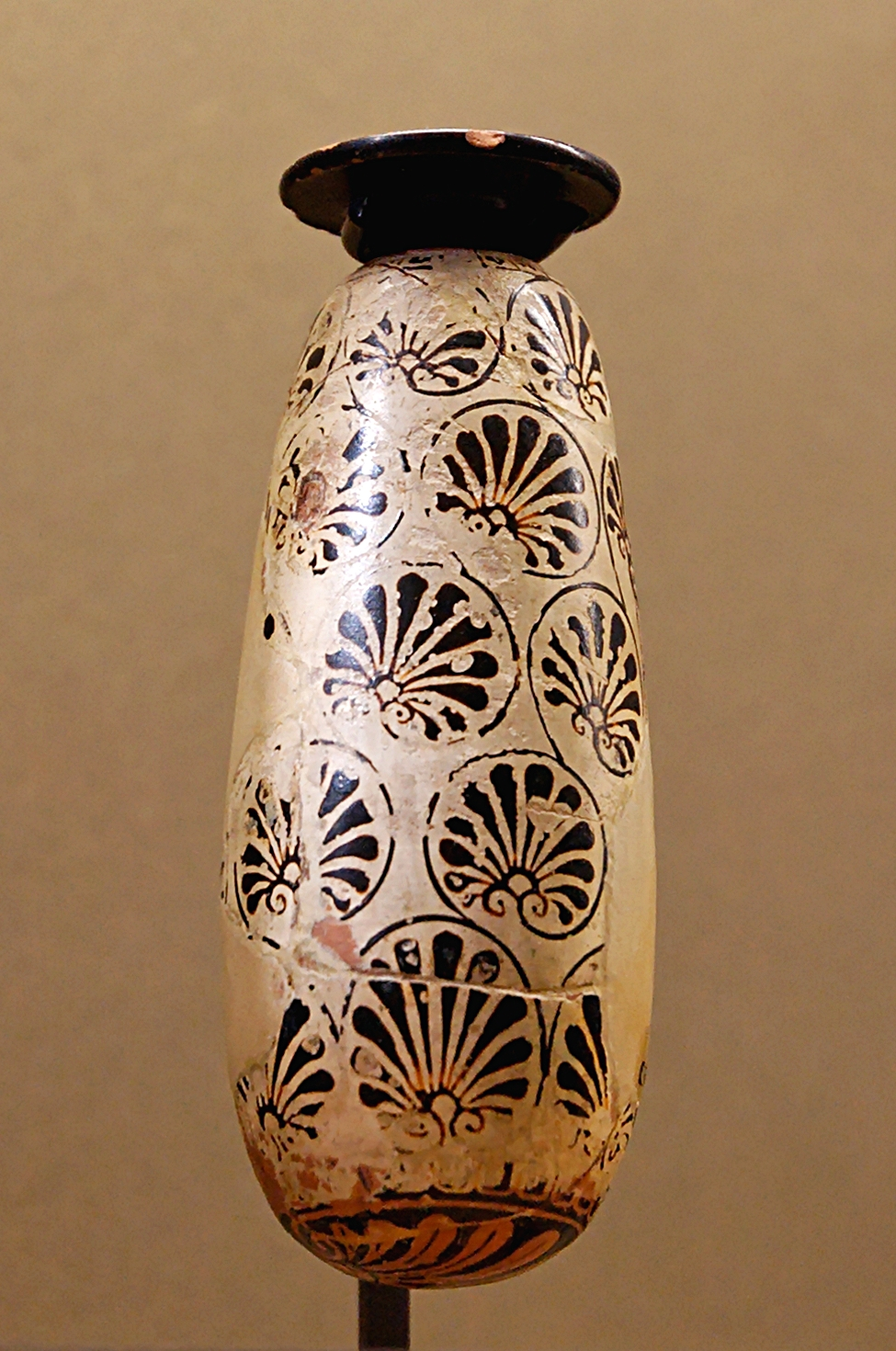
Alabastron
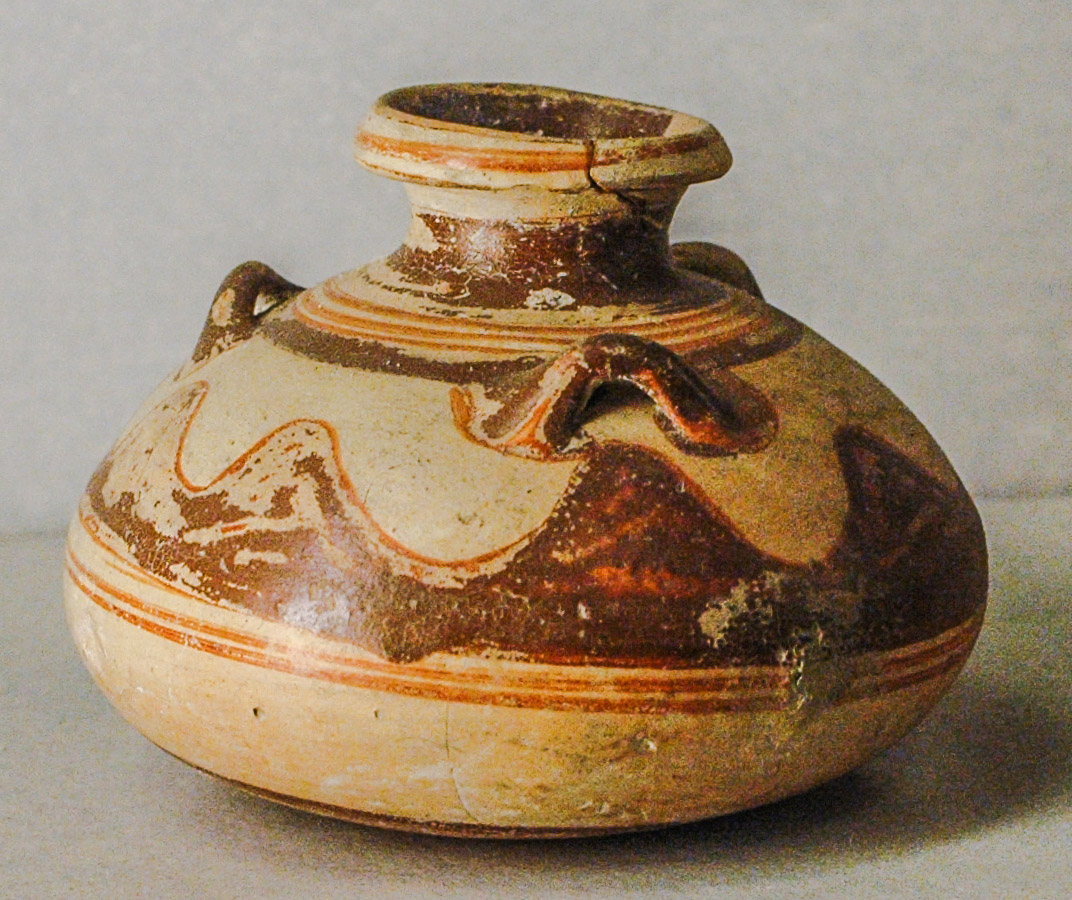
Alabastron globulare
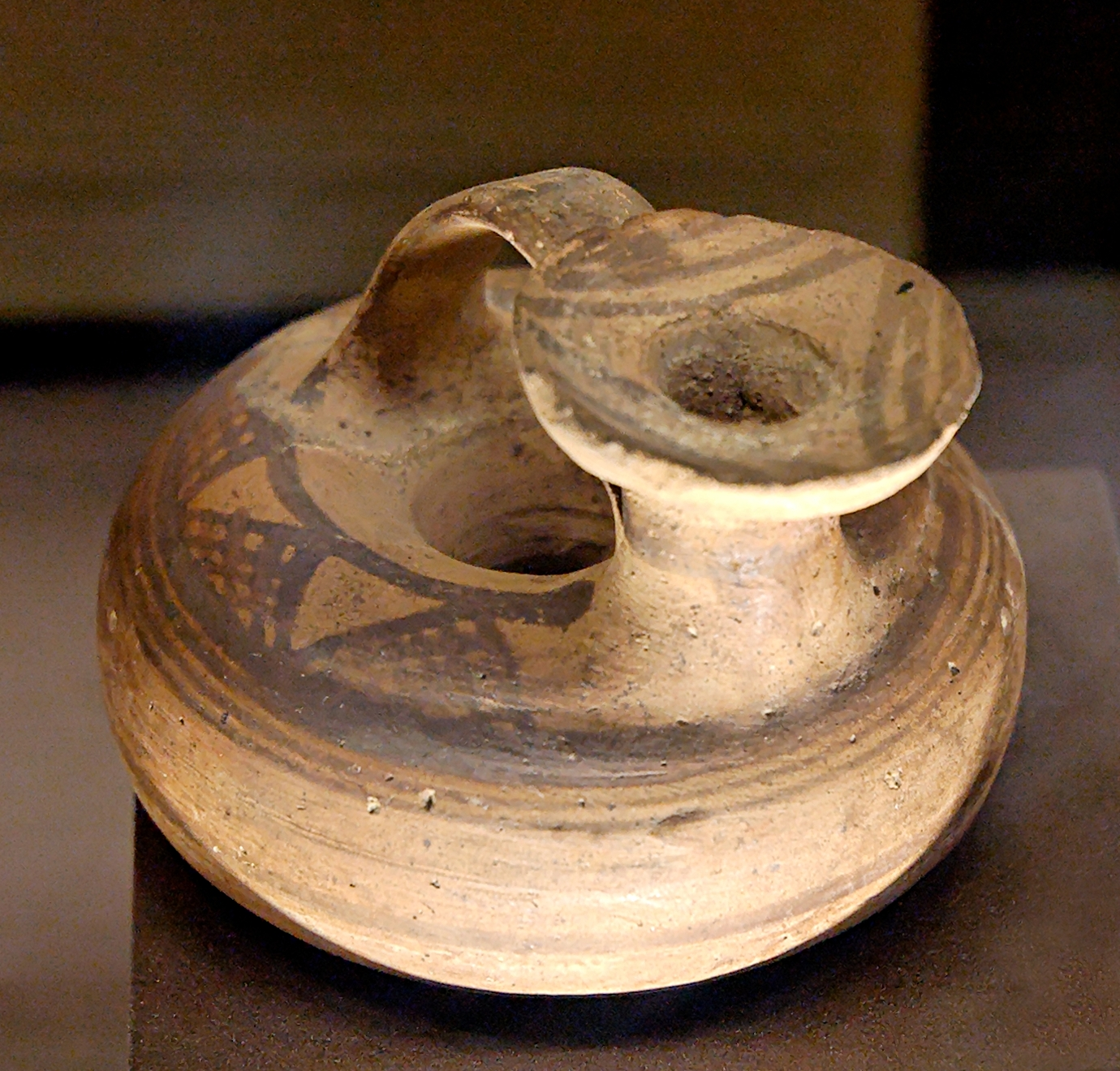
Askos

Scatole e contenitori per unguenti

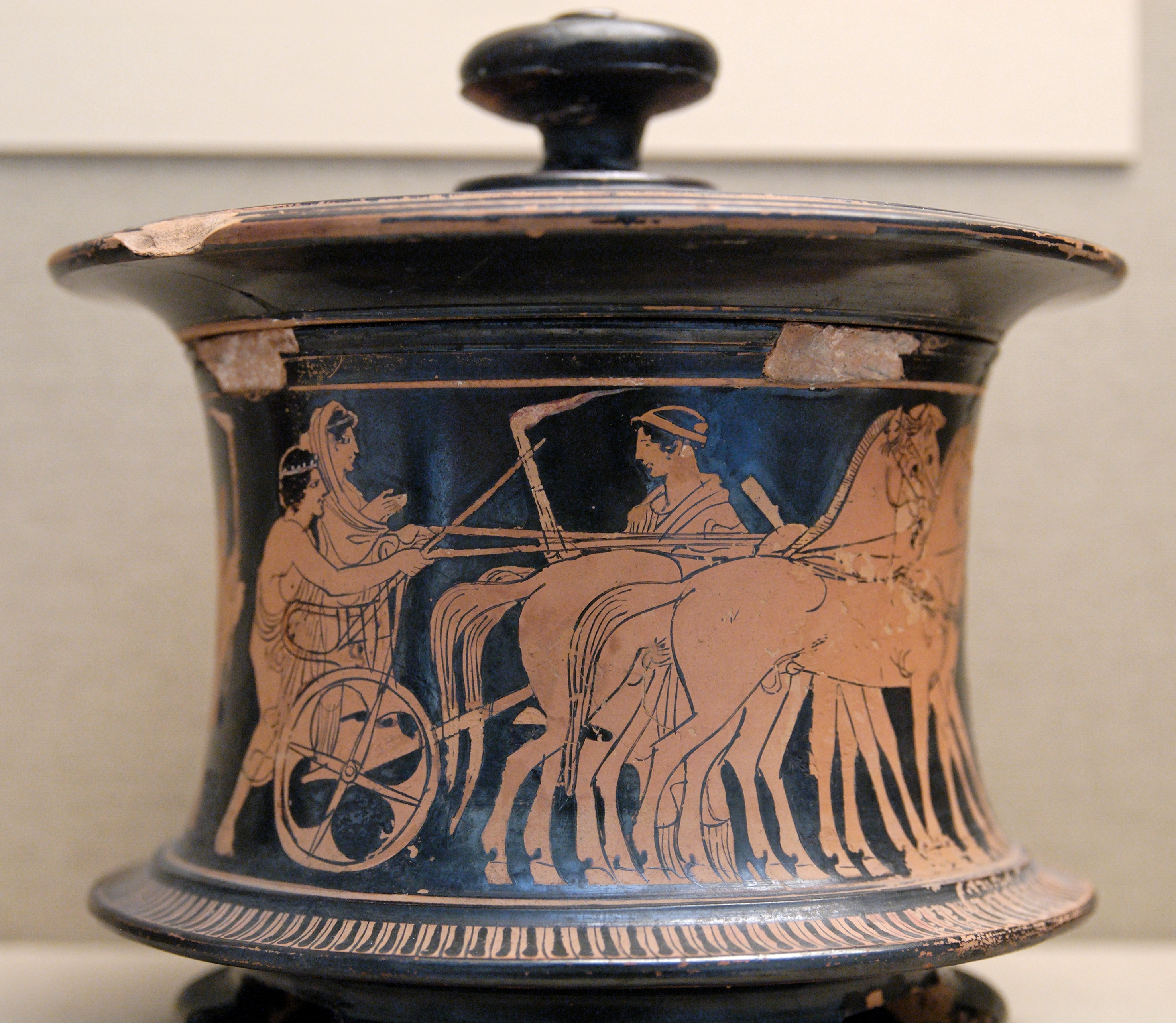
Pisside
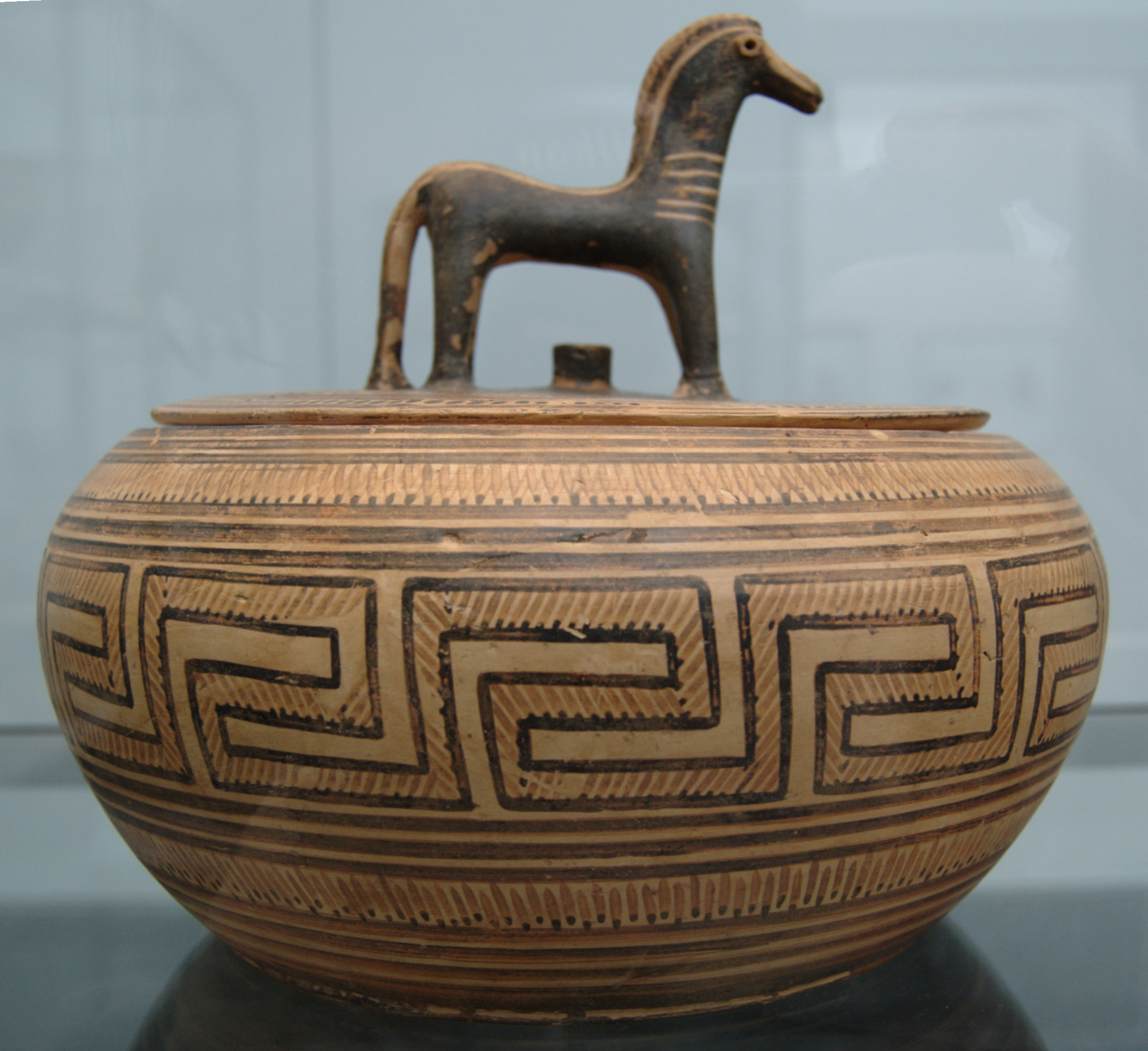
Pisside geometrica
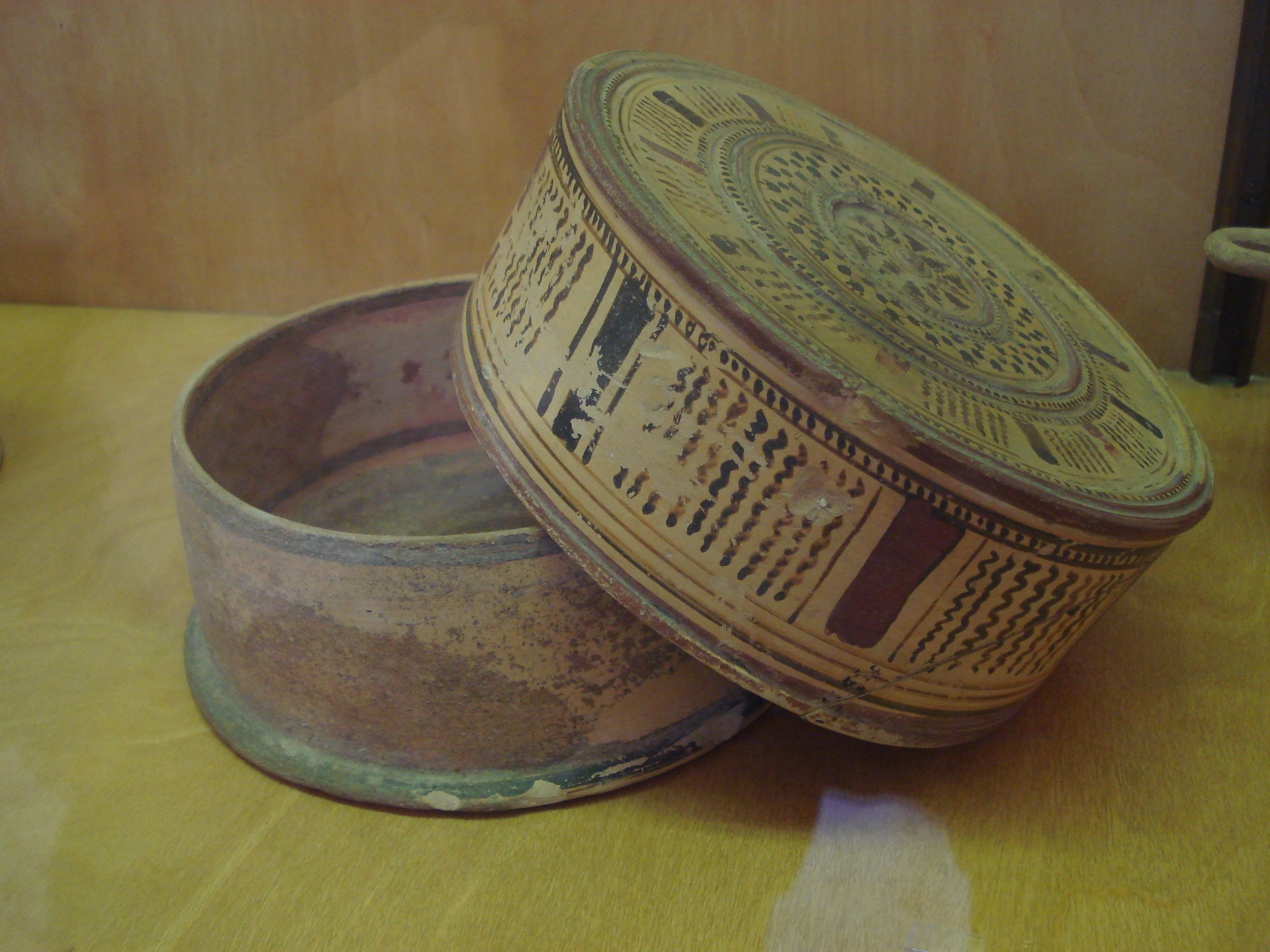
Pisside geometrica
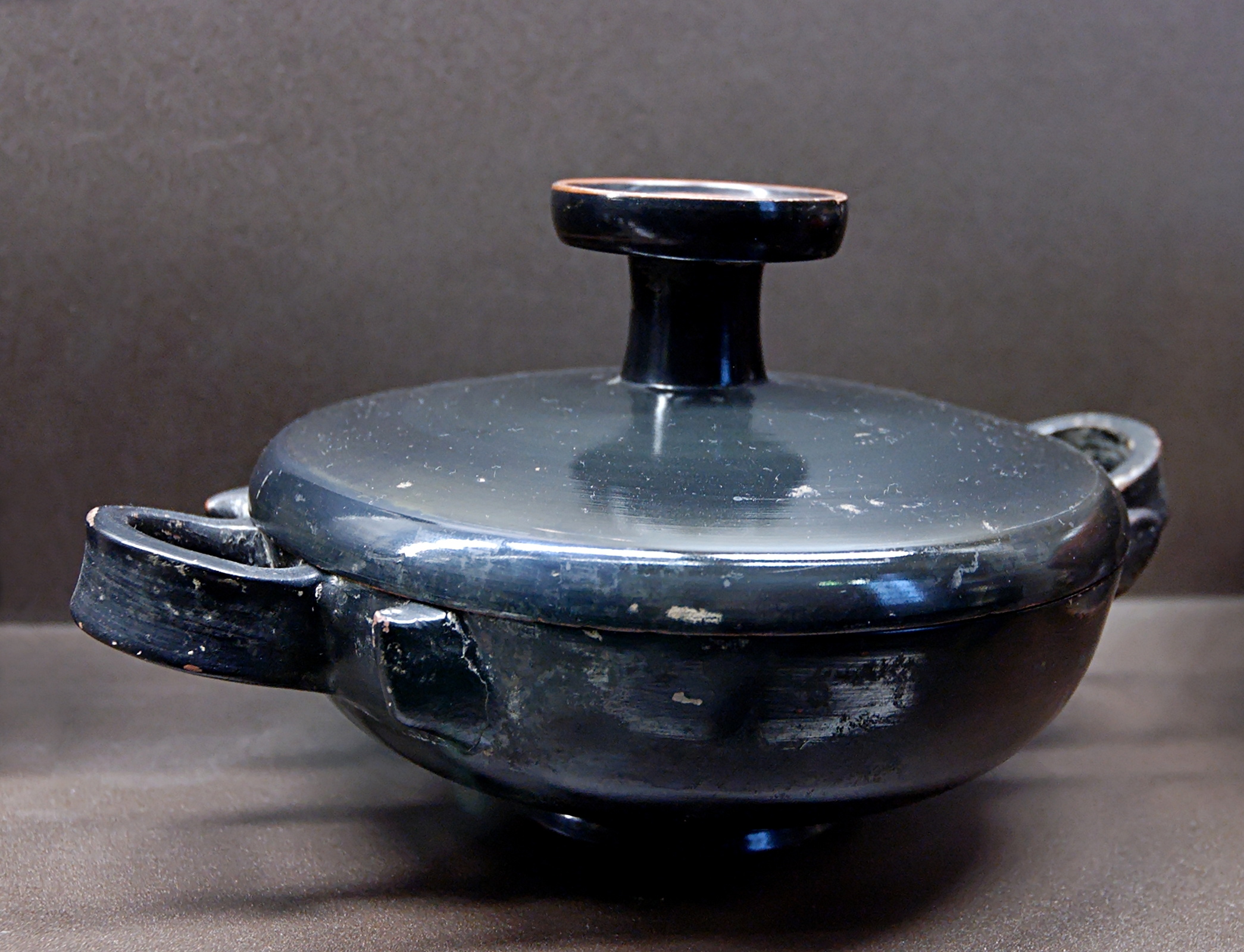
Lekanis
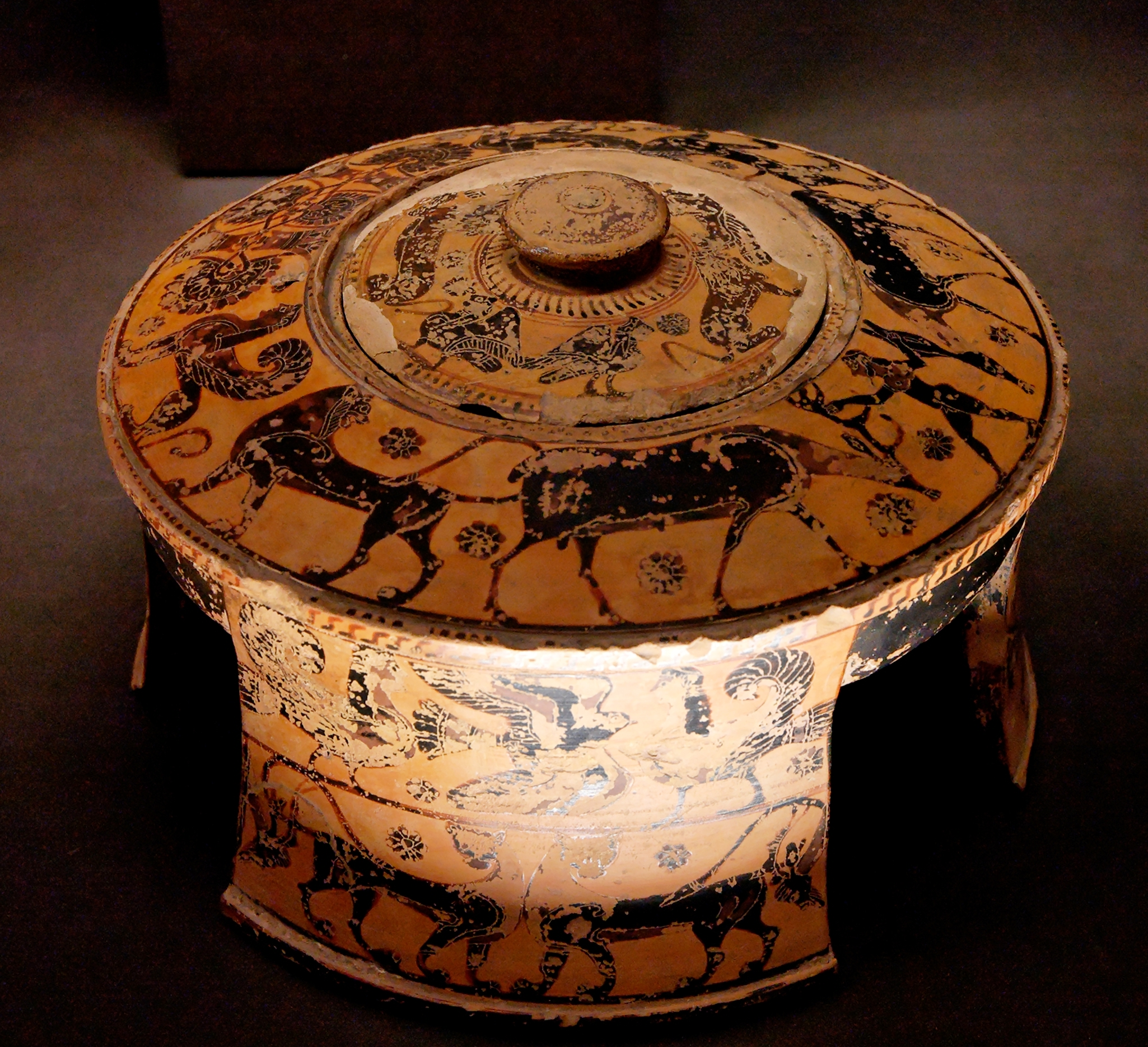
Exaleiptron

#### Lekythos
La lekythos aveva corpo allungato, stretto collo con un'unica ansa e ampio orlo svasato. Era utilizzato per versare l'olio e nelle cerimonie funebri. In conseguenza del prevalente uso funerario, furono eseguite anche lekythoi in marmo con rilievi, spesso utilizzate come segnacoli di tombe.

#### Ariballo
L'ariballo (in greco aryballos) era un piccolo vaso con corpo globulare o piriforme e un'unica ansa. Era utilizzato per contenere olii profumati e veniva utilizzato dagli atleti durante i loro allenamenti: le raffigurazioni vascolari lo mostrano appeso con un laccio al polso del proprietario o ad un gancio.

#### Alabastron
L'alabastron è un piccolo vaso con stretto collo ed orlo piatto e ampio. Il corpo è allungato o globulare e spesso a fondo arrotondato: era infatti destinato ad essere sospeso mediante fori ricavati in piccole bozze appena sporgenti, mentre era privo di vere e proprie anse. Nell'Antico Egitto fu inizialmente intagliato nell'alabastro. Divenne comune nella ceramica greca a partire dal VII secolo a.C., prima a Corinto e poi ad Atene. Ne esisteva una variante corinzia con corpo globulare (alabastron globulare).

#### Askos
L'askos era un piccolo vaso con corpo appiattito e collo cilindrico con orlo piatto, non simmetrico rispetto al corpo e in alcuni casi doppio, dotato di una sola ansa. Era utilizzato per conservare e versare l'olio nelle lampade. Il termine è di uso moderno (in greco significa "otre per vino").

#### Lydion
Il lydion presentava un corpo arrotondato con un ampio orlo a disco e un alto piede. La forma è nata in Lidia in Anatolia, ed è rara nella ceramica attica (a figure nere).

#### Pisside
La pisside (in greco pyxis) era una scatola cilindrica, che poteva assumere diverse forme: quella più diffusa aveva pareti convesse, con piede distinto, spesso a tripode, ed era dotata di un coperchio. In uso particolarmente nel corso del V secolo a.C.

#### Lekanis
La lekanis era un contenitore a forma di bassa ciotola, dotato di due anse e di coperchio.

#### Exaleiptron
L'exaleiptron era un contenitore per liquidi profumati, con un corpo cilindrico e con apertura più stretta, chiusa da un coperchio; è rialzato da tre sostegni che proseguono il corpo oppure presenta un piede centrale, rialzato su uno stelo relativamente alto. Questa forma è indicata anche con il termine plemochoe.

### Altre forme

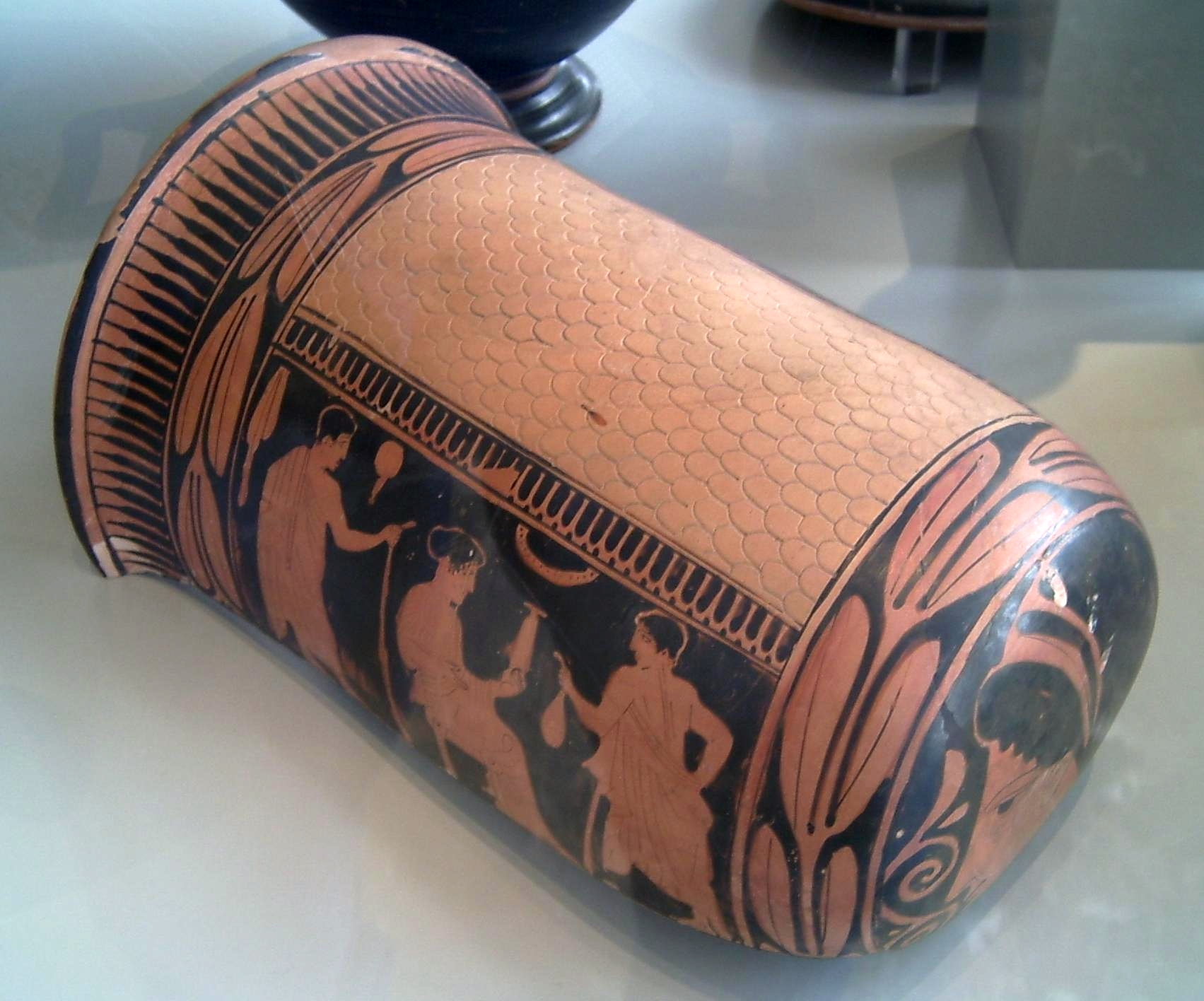
Epinetron attico
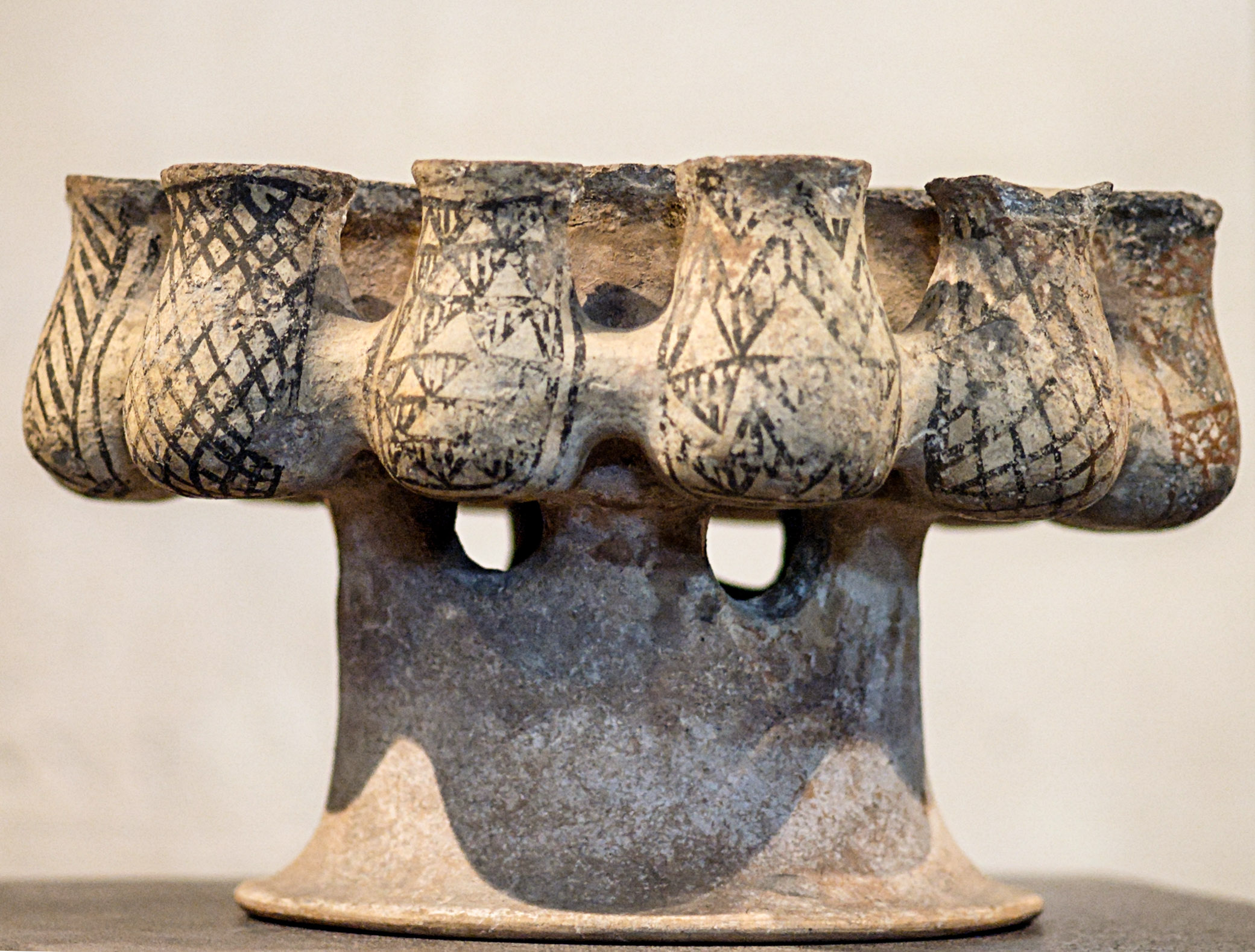
Kernos
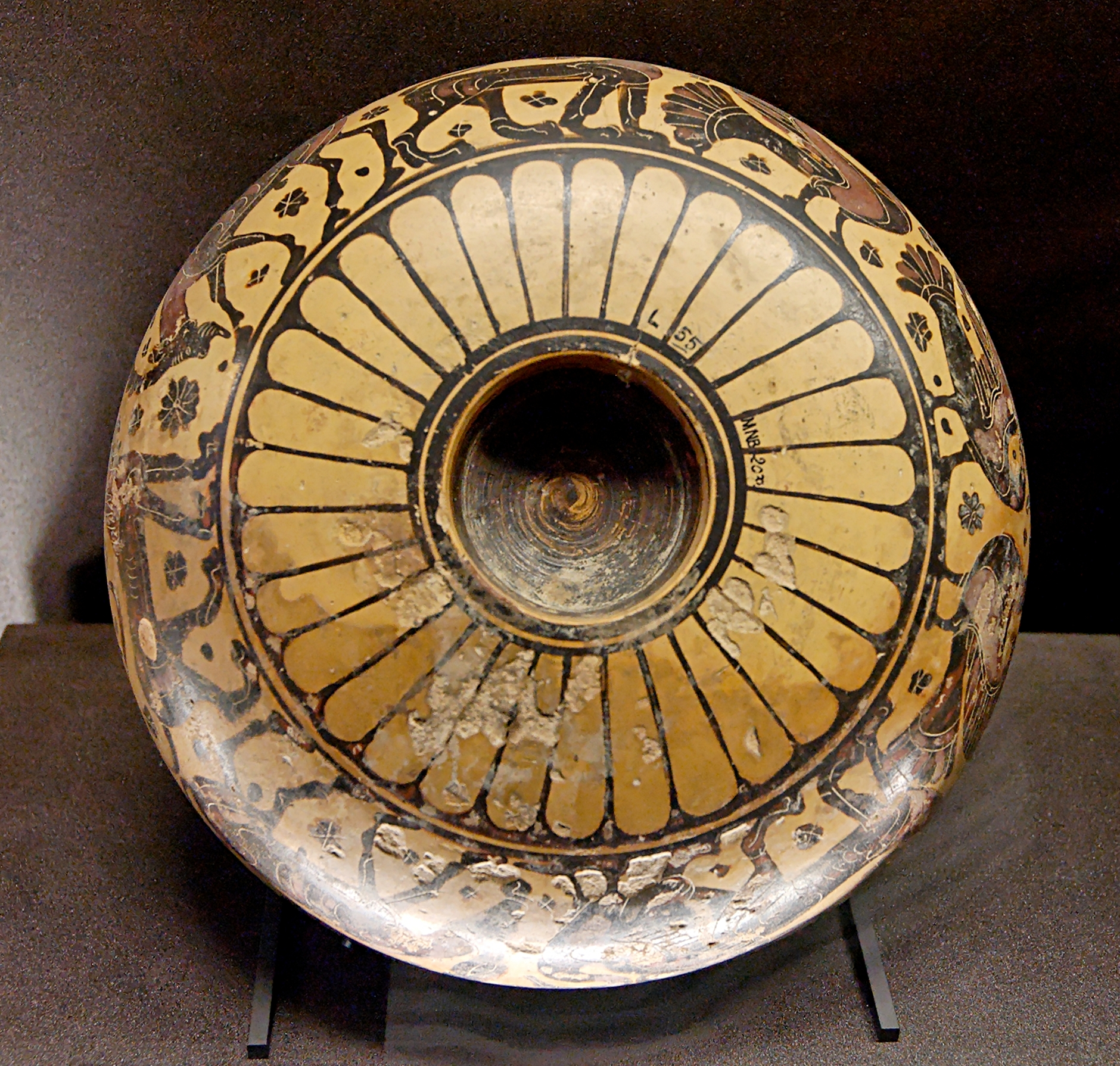
Phiale corinzia

#### Epinetron
L'epinetron era un oggetto utilizzato durante la filatura. Aveva la forma di un mezzo cilindro, leggermente svasato, aperto ad un'estremità e chiuso all'altra da un cerchio completo. Veniva posto sul ginocchio per proteggere le vesti.

#### Kernos
Il kernos è un contenitore costituito da più recipienti uguali di varia forma, uniti tra loro e sostenuti da un unico piede. Diffuso già in epoca preistorica aveva in genere funzioni di culto, per la presentazione di offerte.

#### Phiale
La phiale era un vaso circolare dai bordi bassi come la kylix, ma a differenza di quest'ultima non aveva né piede né manici. Veniva usata per la libagione.